# Lijst van vlaggen van Noorse gemeenten
Dit artikel bevat een lijst van vlaggen van Noorse gemeenten. Noorwegen bestaat uit 422 gemeenten.
Alle vlaggen hebben geen officiële functie; in hun plaats wordt de Noorse vlag gebruikt.

## A

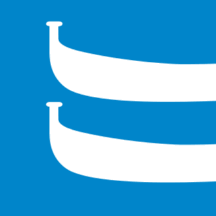
Åfjord
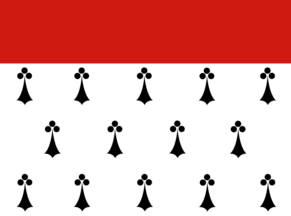
Agdenes
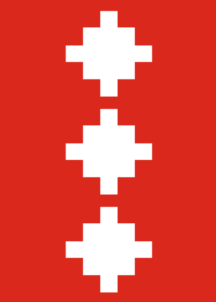
Ål
Ålesund
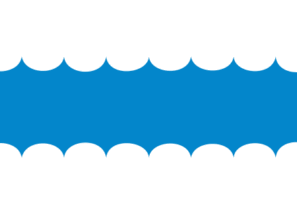
Alstahaug
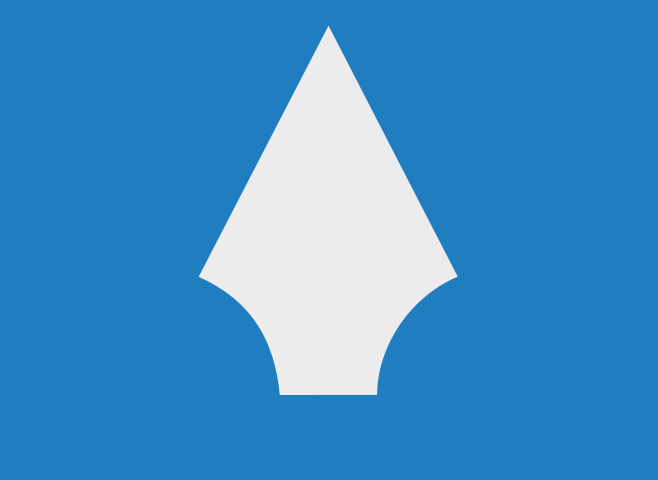
Alta
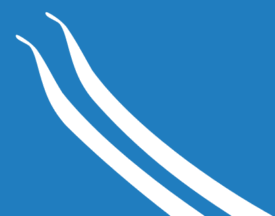
Alvdal
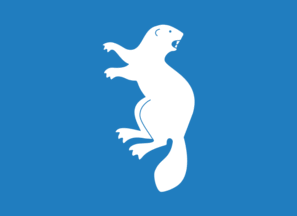
Åmli
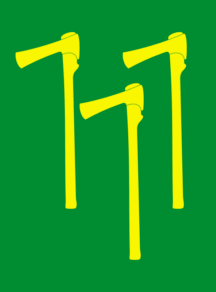
Åmot
Andøy
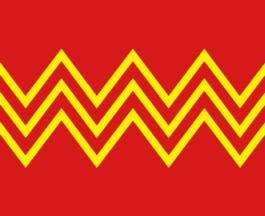
Årdal
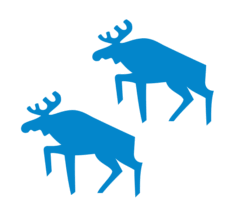
Aremark
Arendal
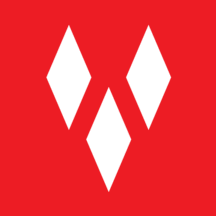
Ås
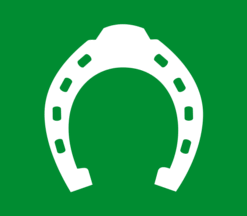
Åseral
Asker
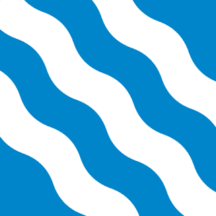
Askim
Askøy
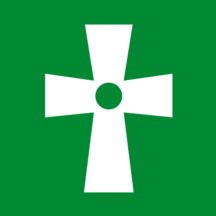
Askvoll
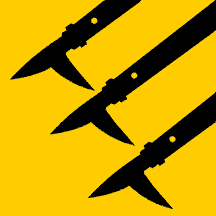
Åsnes
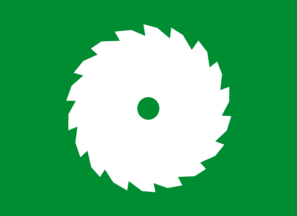
Audnedal
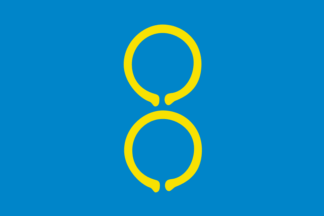
Aukra
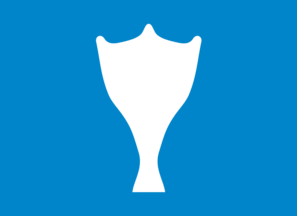
Aure
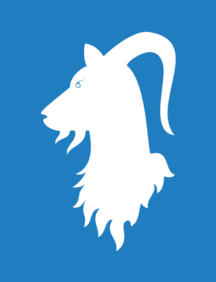
Aurland
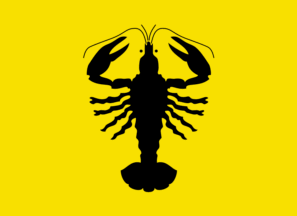
Aurskog-Høland
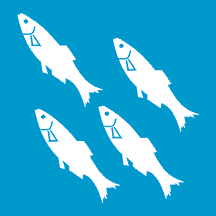
Austevoll
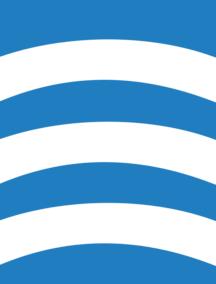
Austrheim
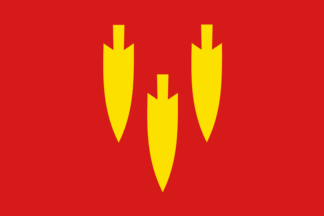
Averøy

## B

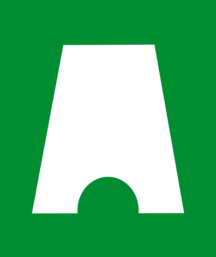
Bærum
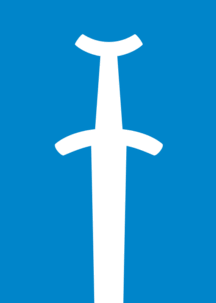
Balestrand
Ballangen
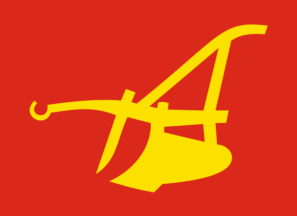
Balsfjord
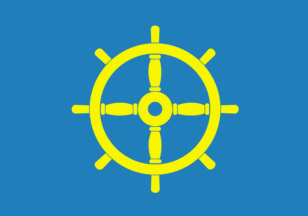
Bamble
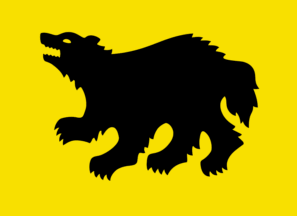
Bardu
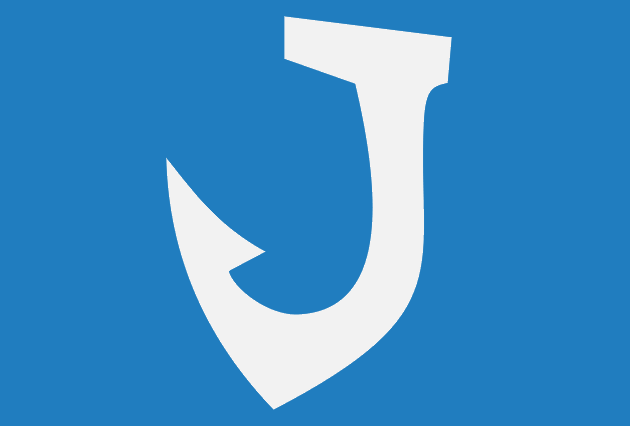
Båtsfjord
Beiarn
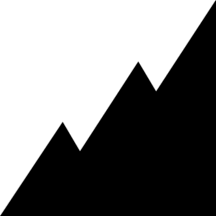
Berg
Bergen Vlag
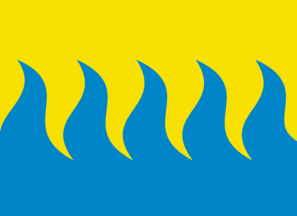
Berlevåg
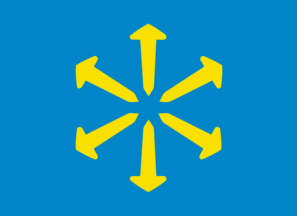
Bindal
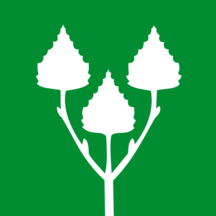
Birkenes
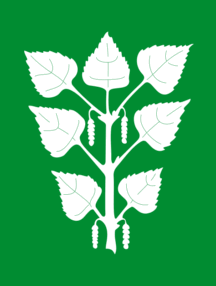
Bjerkreim
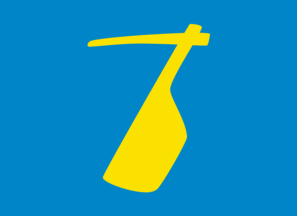
Bjugn
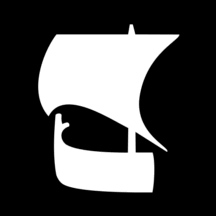
Bø (Nordland)
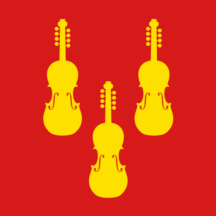
Bø (Telemark)
Bodø
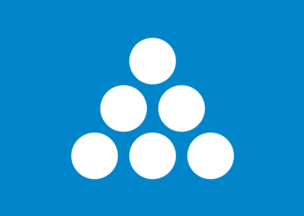
Bokn
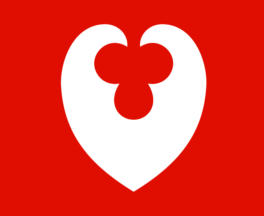
Bømlo
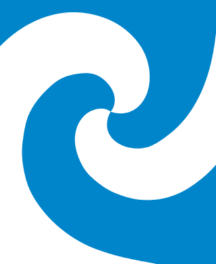
Bremanger
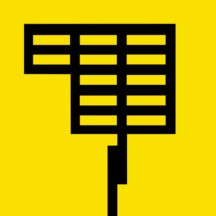
Brønnøy
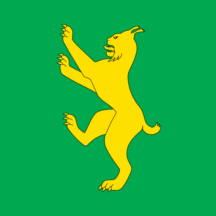
Bygland
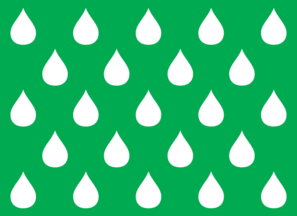
Bykle

## D

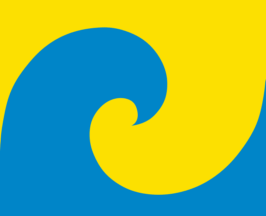
Dønna
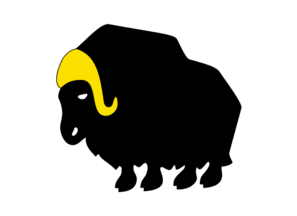
Dovre
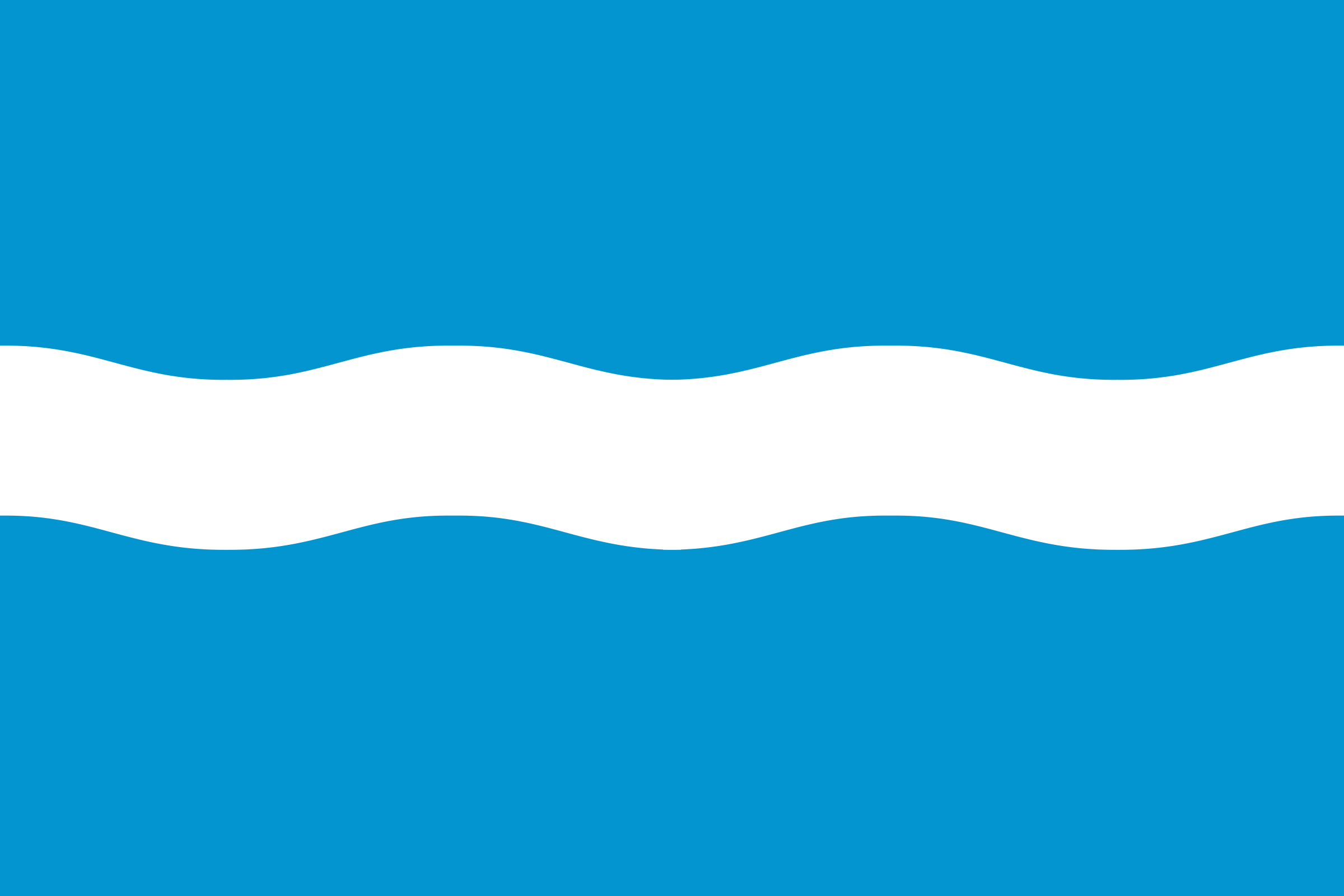
Drammen
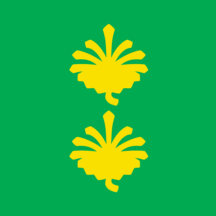
Drangedal
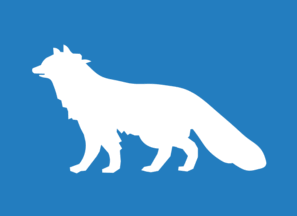
Dyrøy

## E

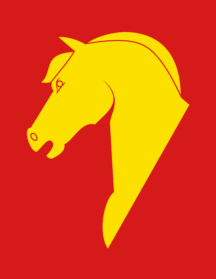
Eid
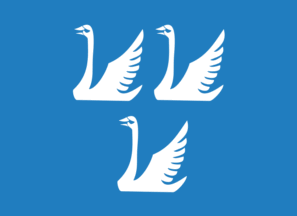
Eide
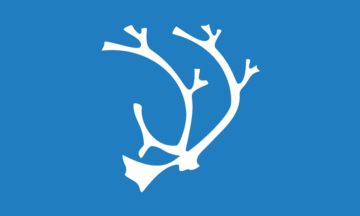
Eidfjord
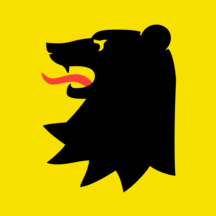
Eidsberg
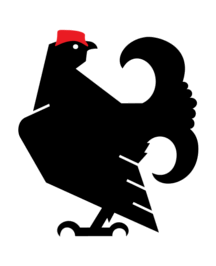
Eidskog
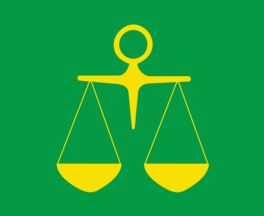
Eidsvoll
Eigersund
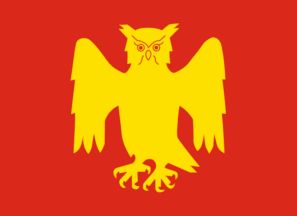
Elverum
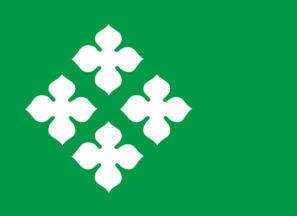
Enebakk
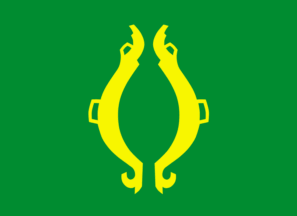
Engerdal
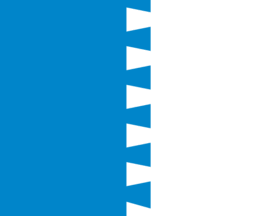
Etne
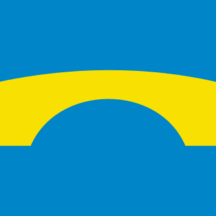
Etnedal
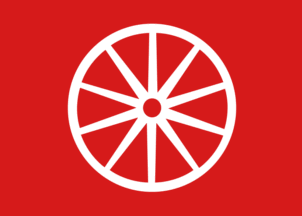
Evenes
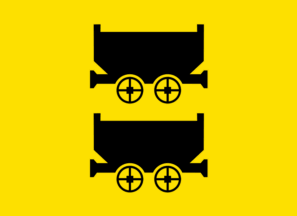
Evje og Hornnes

## F

Færder
Farsund
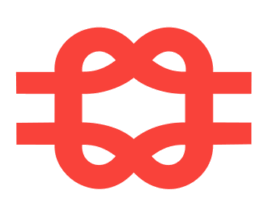
Fauske
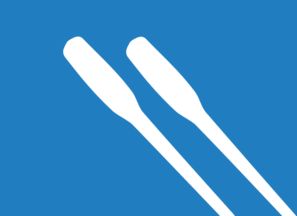
Fedje
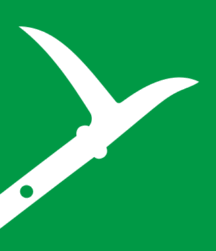
Fet
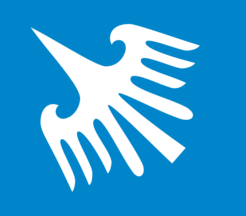
Finnøy
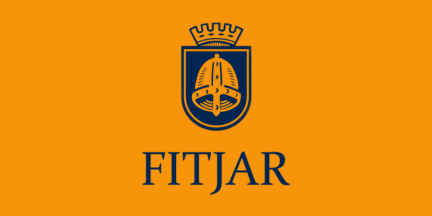
Fitjar
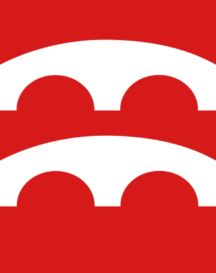
Fjaler
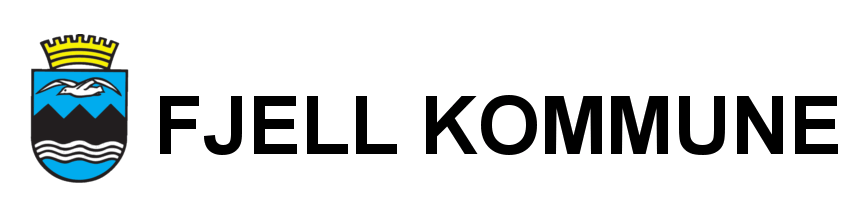
Fjell
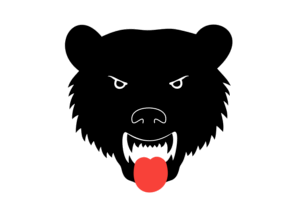
Flå
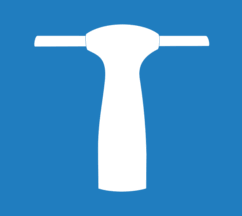
Flakstad
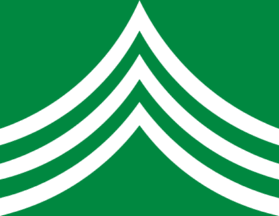
Flatanger
Flekkefjord
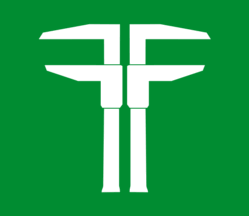
Flesberg
Flora
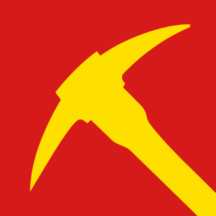
Folldal
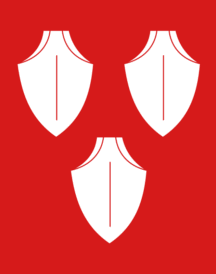
Førde
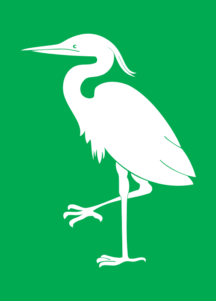
Forsand
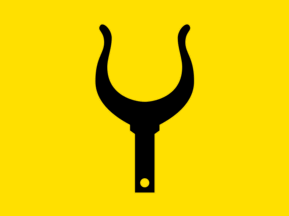
Fosnes
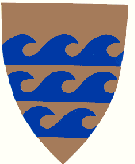
Fræna
Fredrikstad
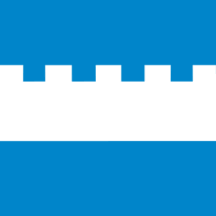
Frogn
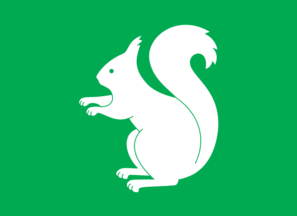
Froland
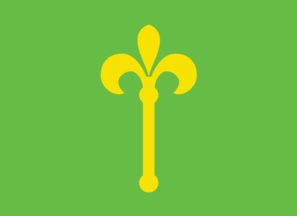
Frosta
Frøya
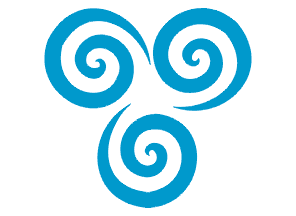
Fusa
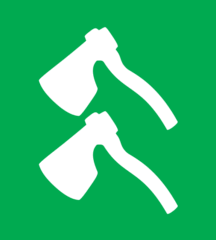
Fyresdal

## G

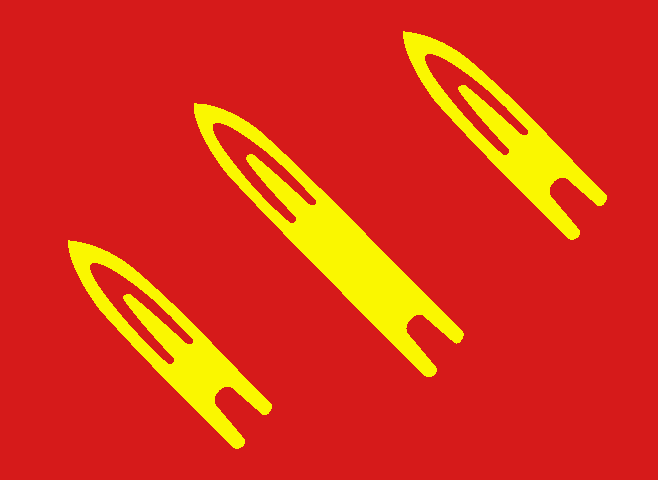
Gamvik
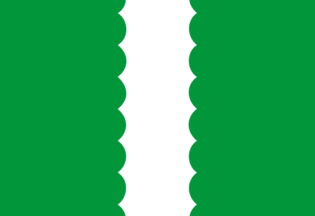
Gaular
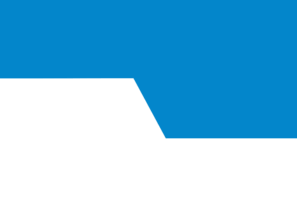
Gausdal
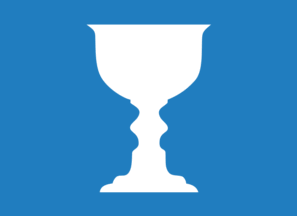
Gildeskål
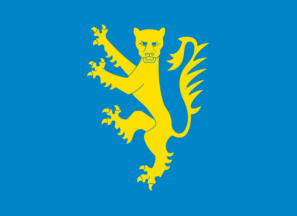
Giske
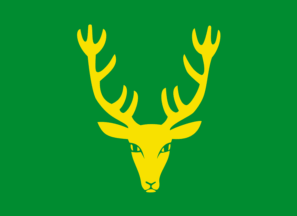
Gjemnes
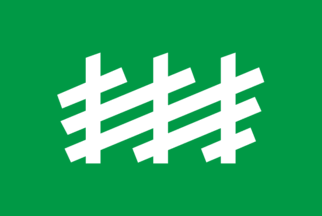
Gjerdrum
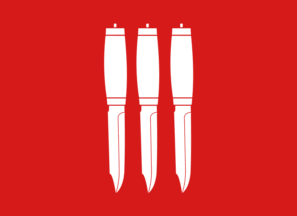
Gjerstad
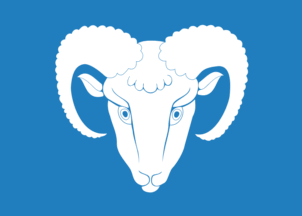
Gjesdal
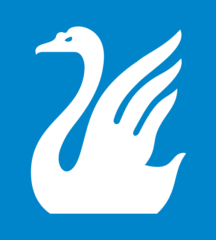
Gjøvik
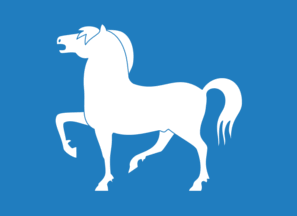
Gloppen
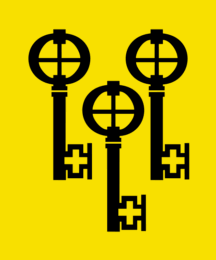
Gol
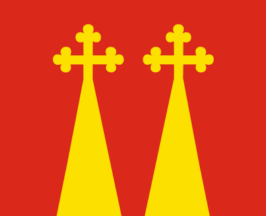
Gran
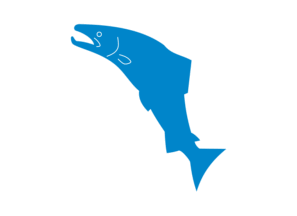
Grane
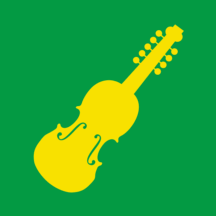
Granvin
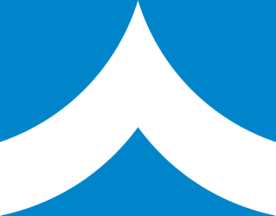
Gratangen
Grimstad
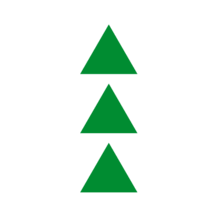
Grong
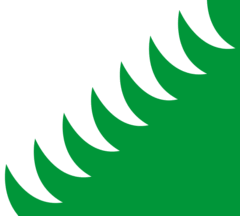
Grue
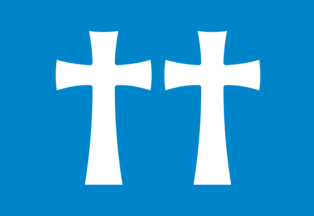
Gulen

## H

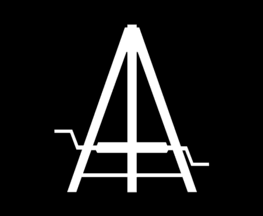
Hå
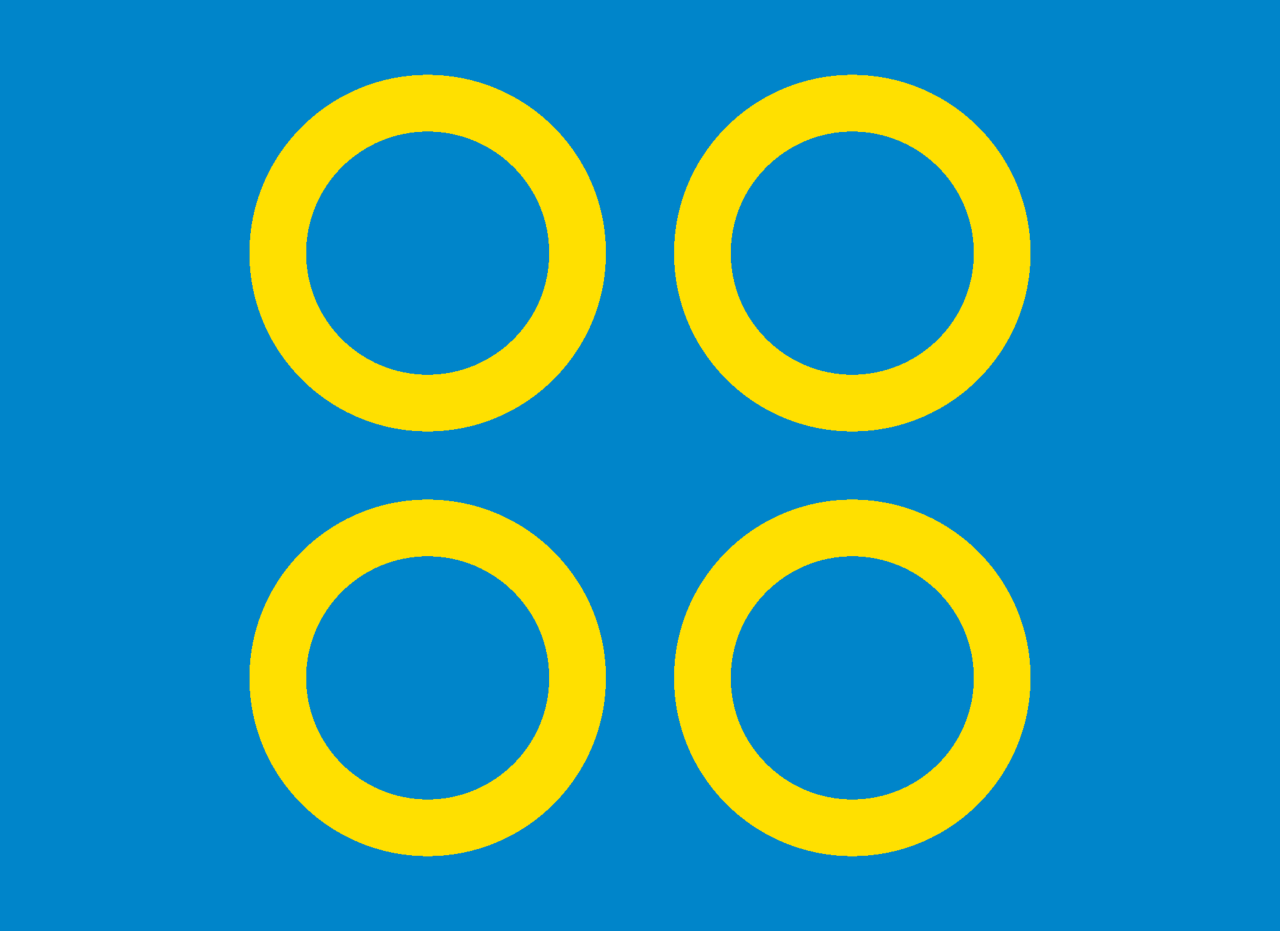
Hadsel
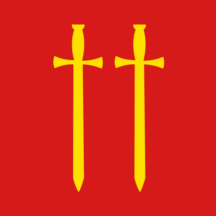
Hægebostad
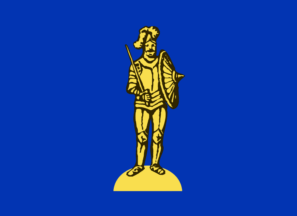
Halden
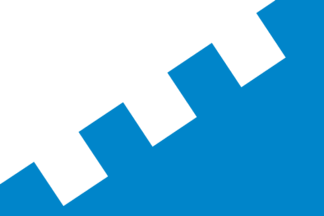
Halsa
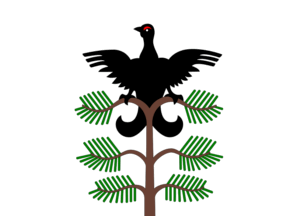
Hamar
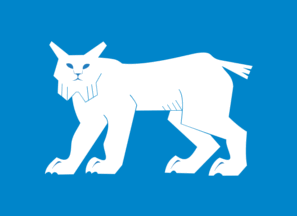
Hamarøy
Hammerfest
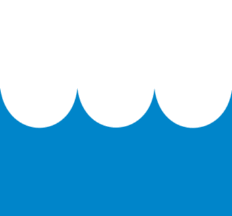
Haram
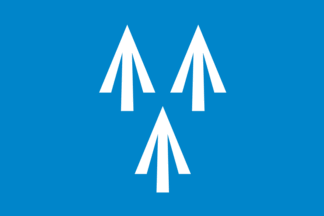
Hareid
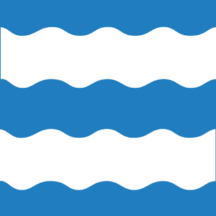
Harstad
Hasvik
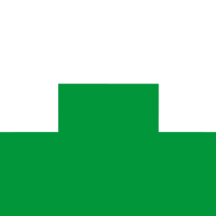
Hattfjelldal
Haugesund
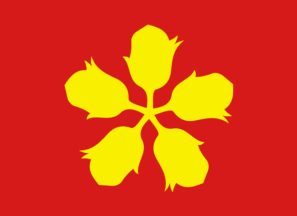
Hemne
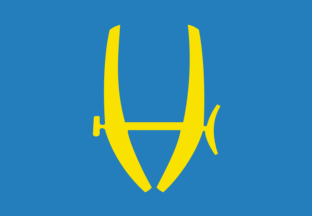
Hemnes
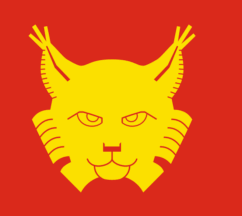
Hemsedal
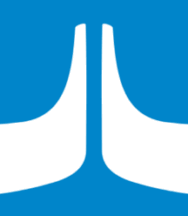
Herøy (Møre og Romsdal)
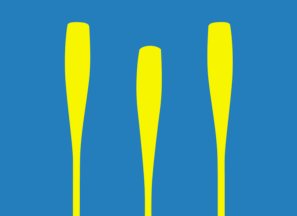
Herøy (Nordland)
Hitra
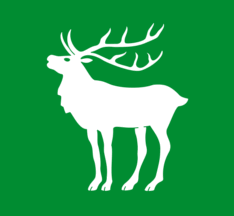
Hjartdal
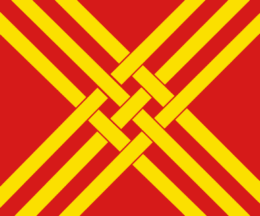
Hjelmeland
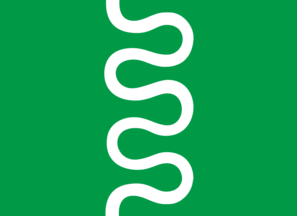
Hobøl
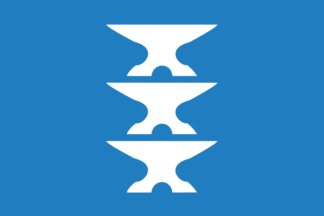
Hol
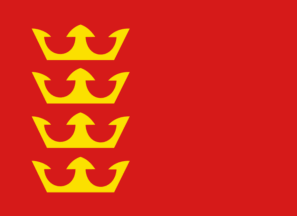
Hole
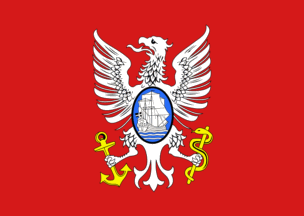
Holmestrand
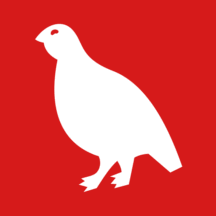
Holtålen
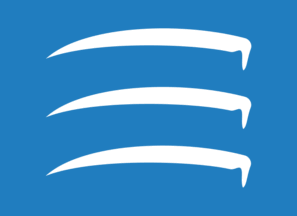
Hornindal
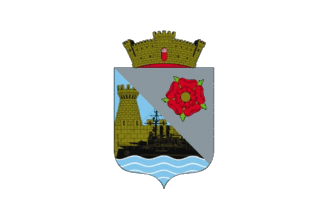
Horten
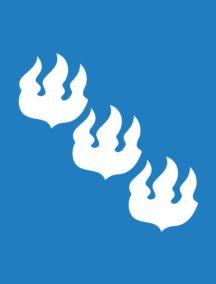
Høyanger
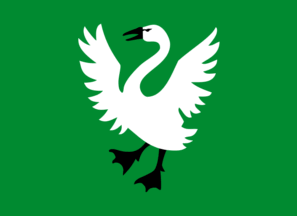
Høylandet
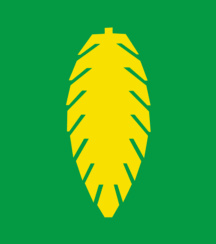
Hurdal
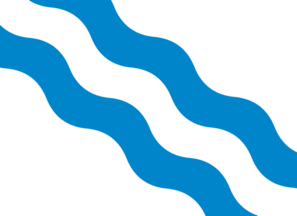
Hurum
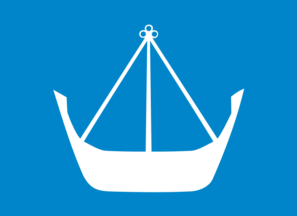
Hvaler
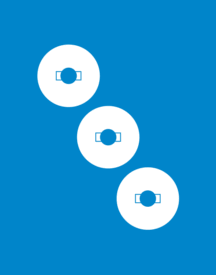
Hyllestad

## I

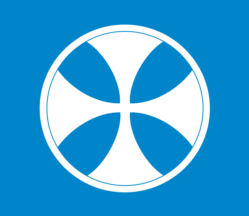
Ibestad
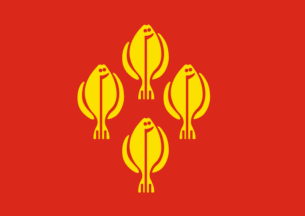
Inderøy
Indre Fosen
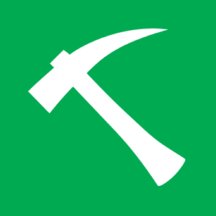
Iveland

## J

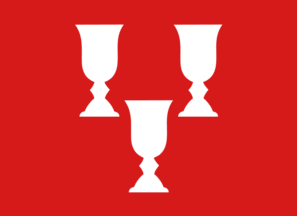
Jevnaker
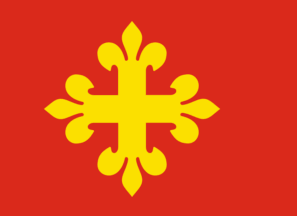
Jølster
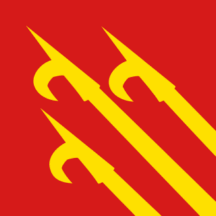
Jondal

## K

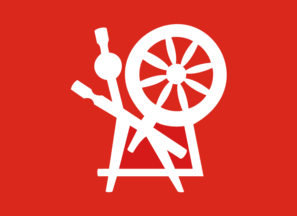
Kåfjord
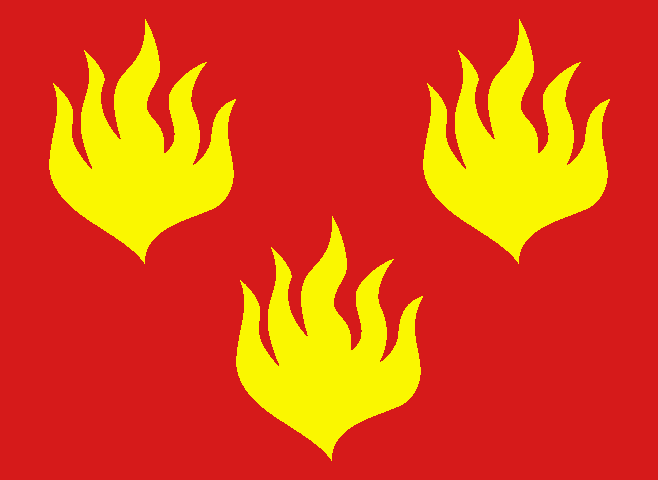
Karasjok
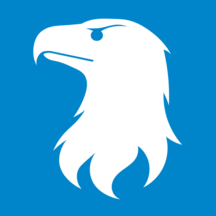
Karlsøy
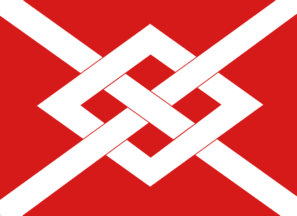
Karmøy
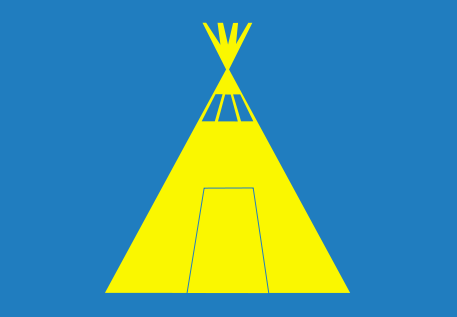
Kautokeino
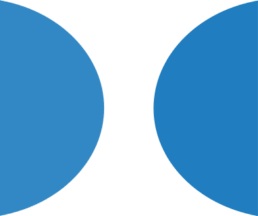
Klæbu
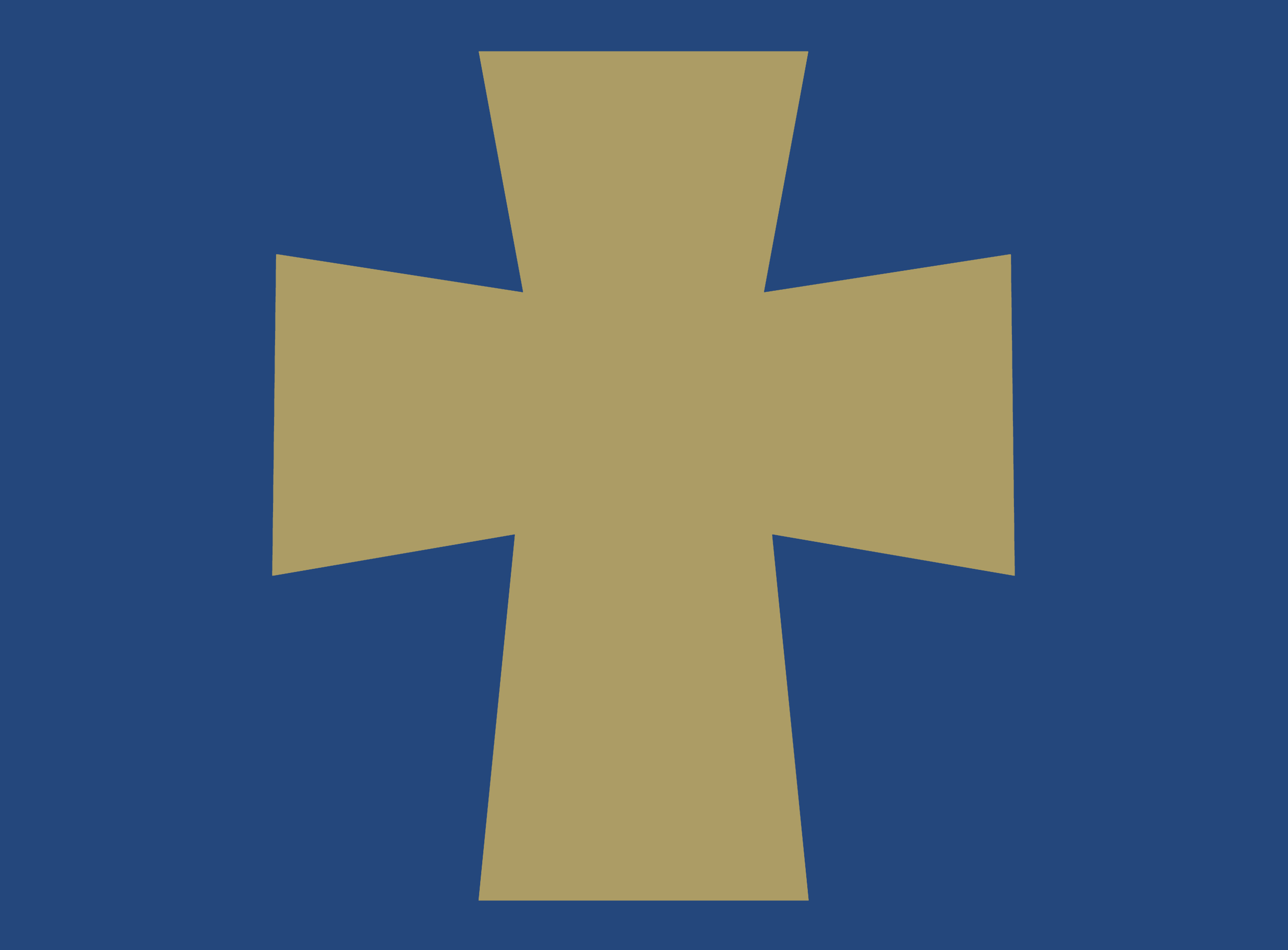
Klepp
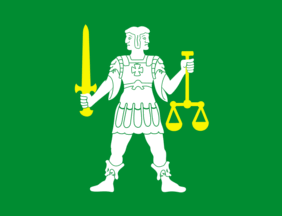
Kongsberg
Kongsvinger
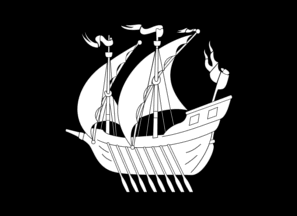
Kragerø
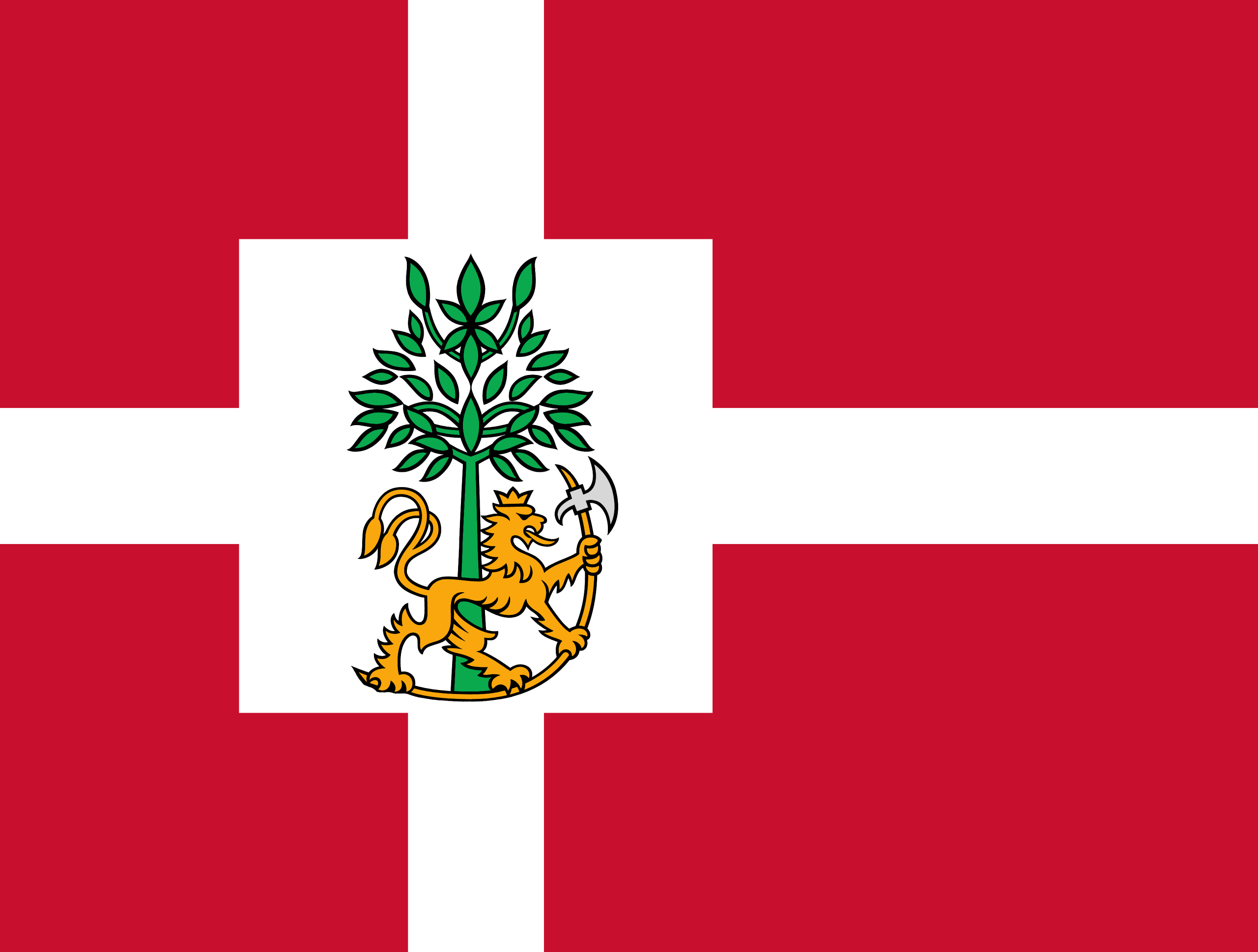
Kristiansand
Kristiansund
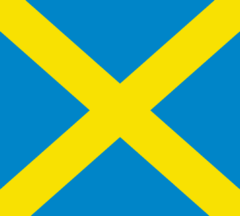
Krødsherad
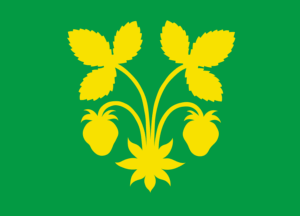
Kvæfjord
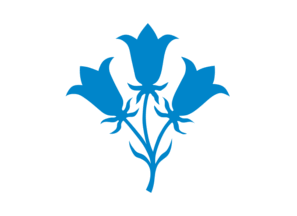
Kvænangen
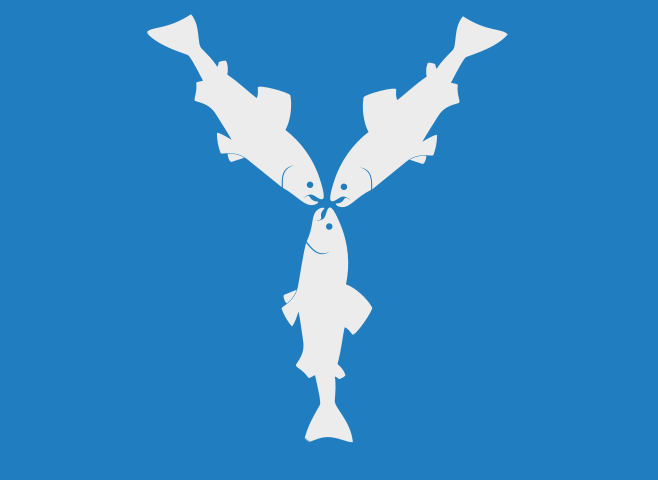
Kvalsund
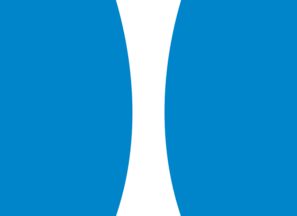
Kvam
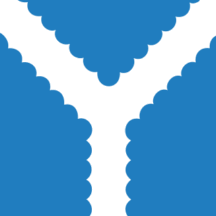
Kvinesdal
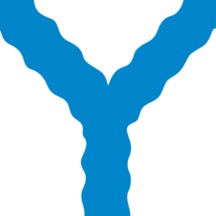
Kvinnherad
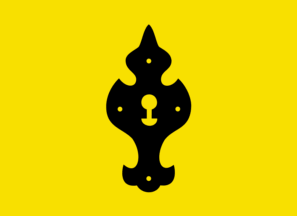
Kviteseid
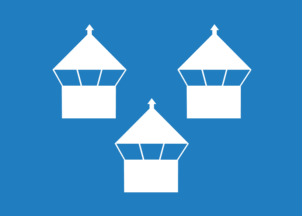
Kvitsøy

## L

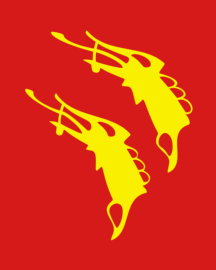
Lærdal
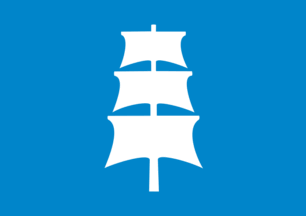
Larvik
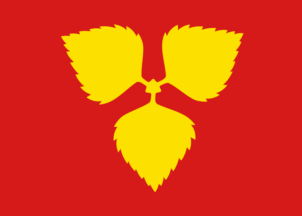
Lavangen
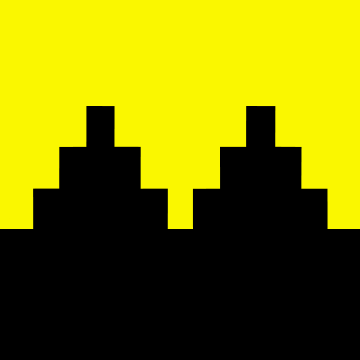
Lebesby
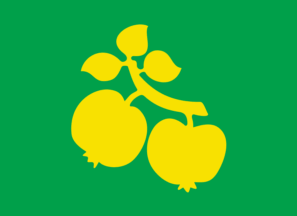
Leikanger
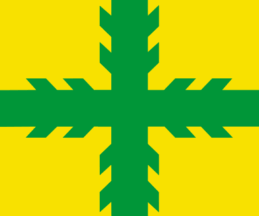
Leirfjord
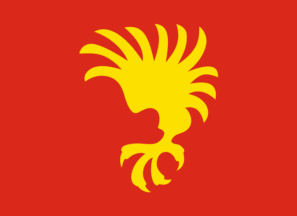
Leka
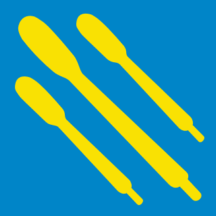
Lenvik
Lesja
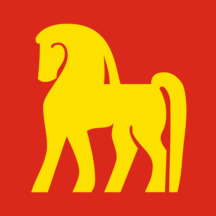
Levanger
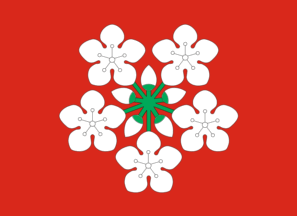
Lier
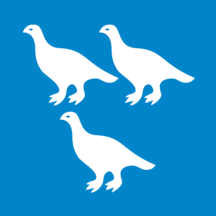
Lierne
Lillehammer
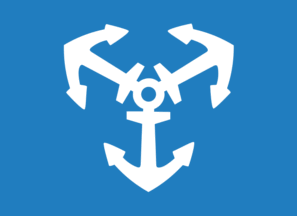
Lillesand
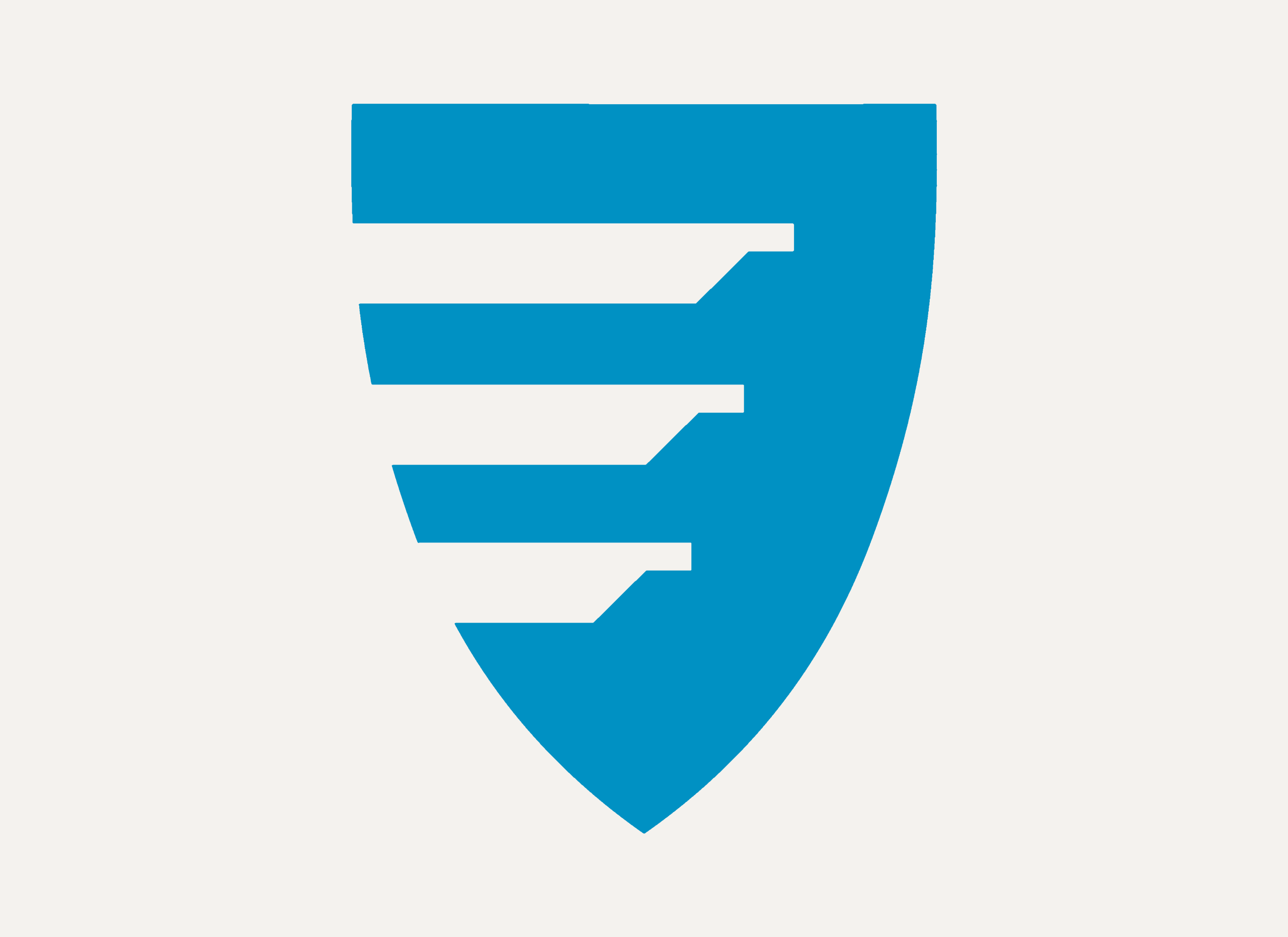
Lillestrøm
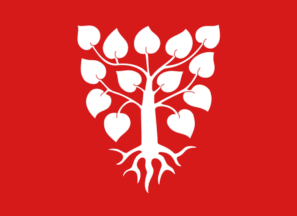
Lindås
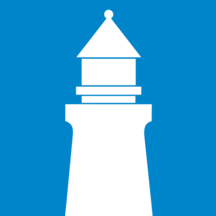
Lindesnes
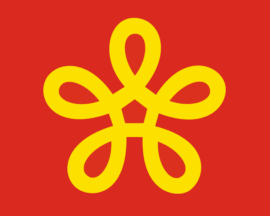
Lødingen
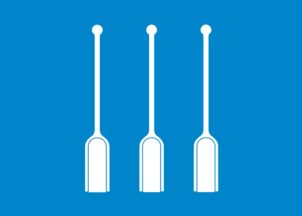
Lom
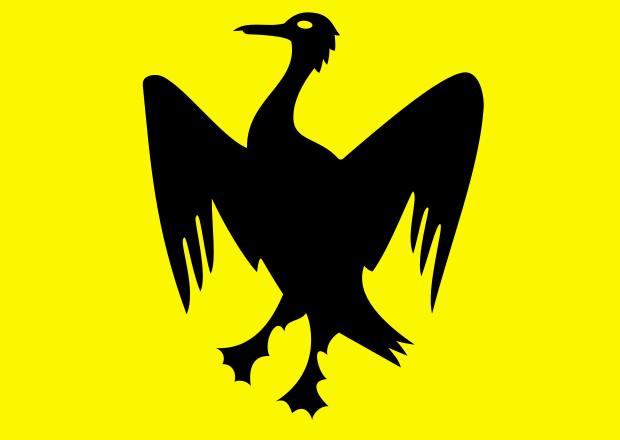
Loppa
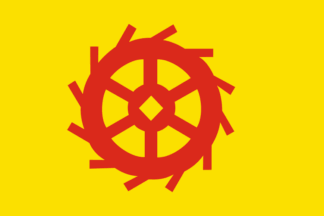
Lørenskog
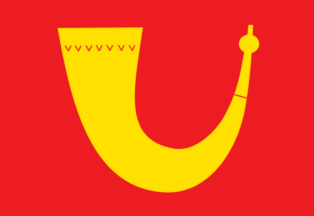
Løten
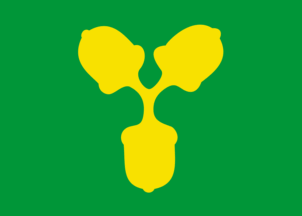
Lund
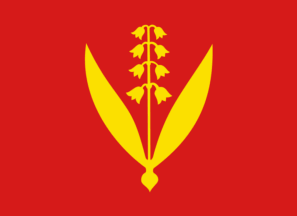
Lunner
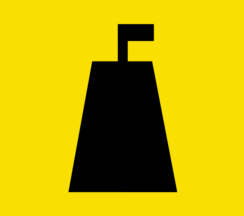
Lurøy
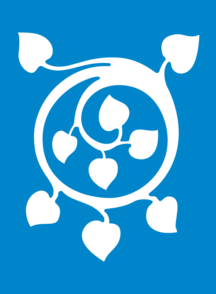
Luster
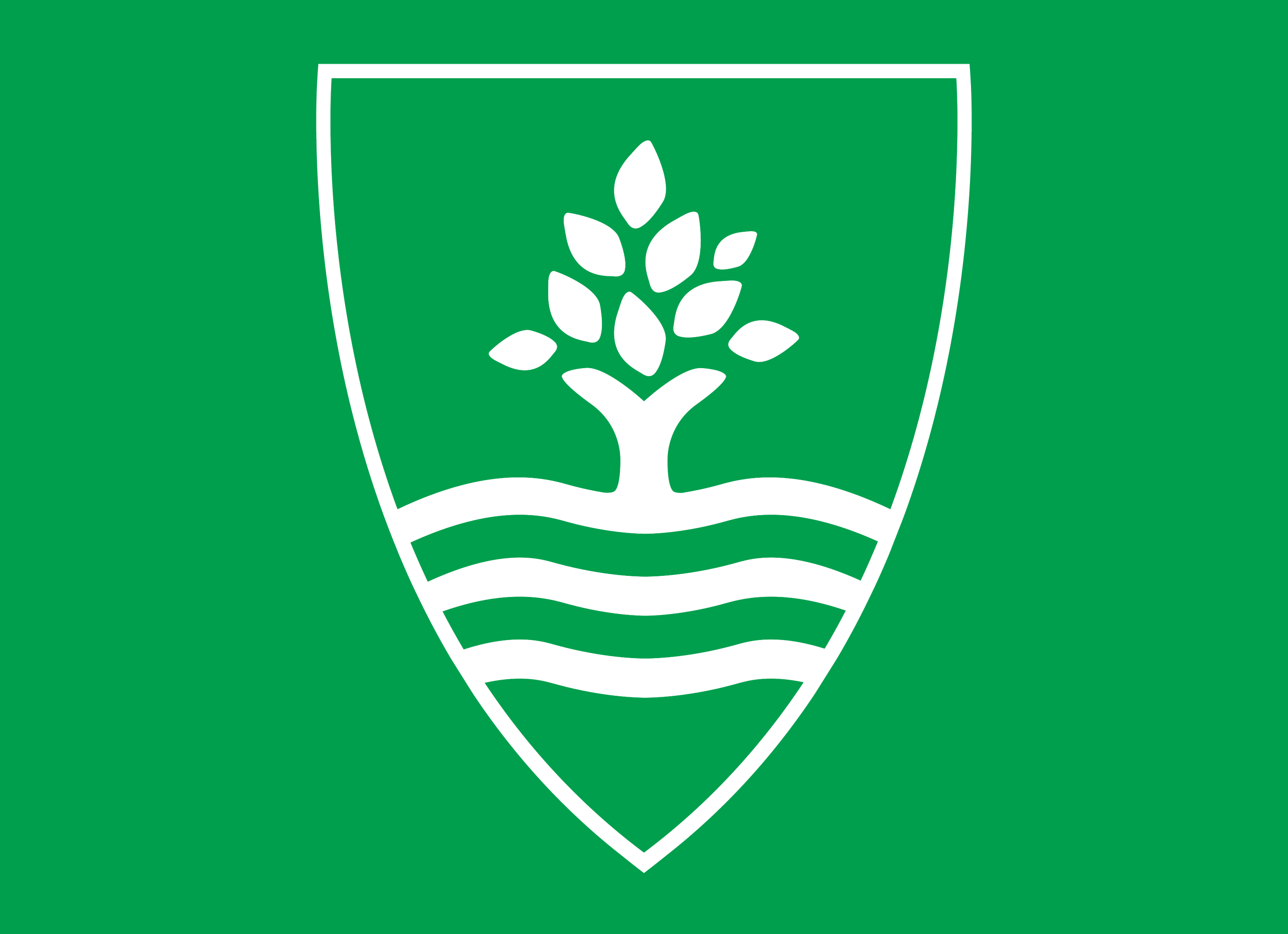
Lyngdal
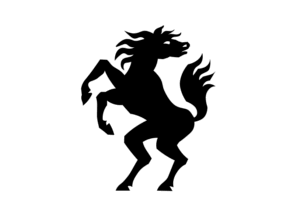
Lyngen

## M

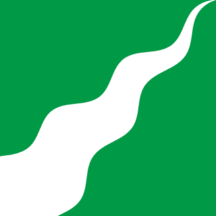
Målselv
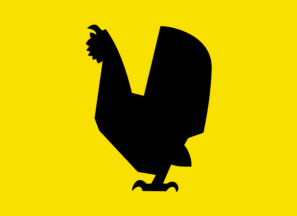
Malvik
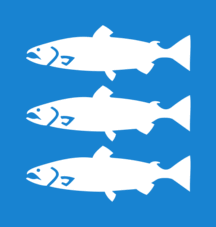
Mandal
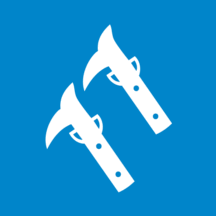
Marker
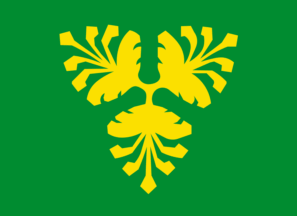
Marnardal
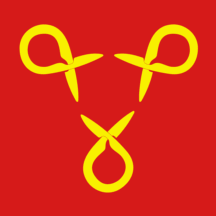
Masfjorden
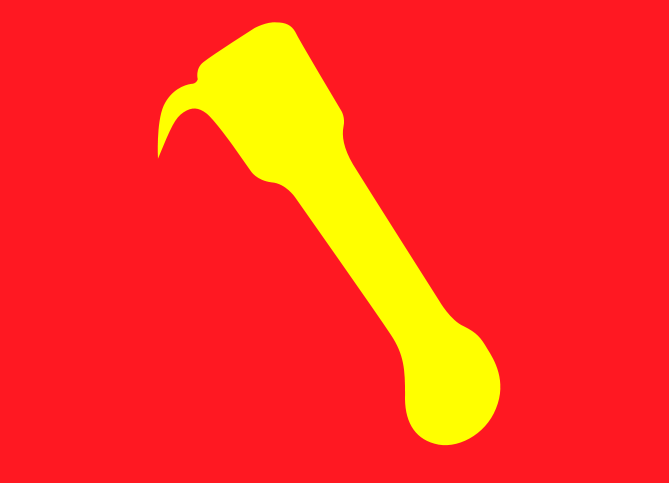
Måsøy
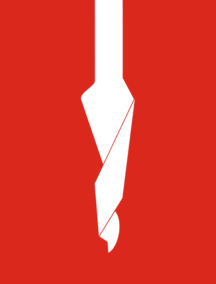
Meland
Meldal
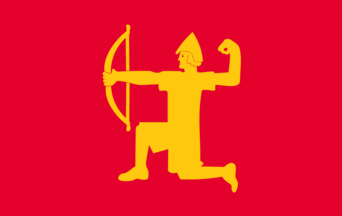
Melhus
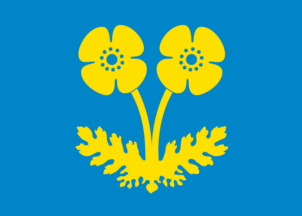
Meløy
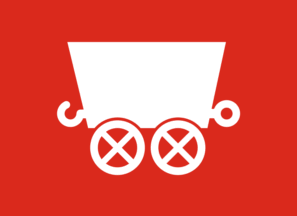
Meråker
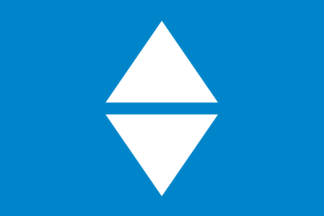
Midsund
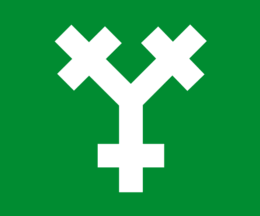
Midtre Gauldal
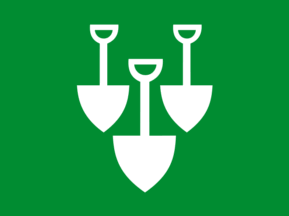
Modalen
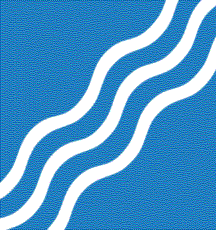
Modum
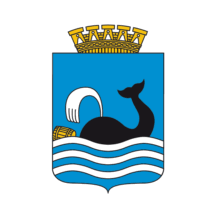
Molde
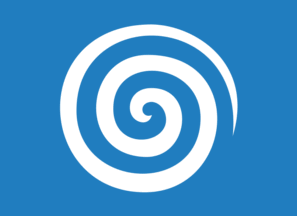
Moskenes
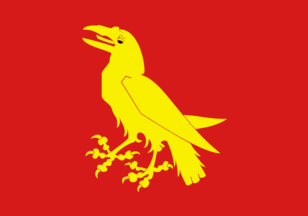
Moss

## N

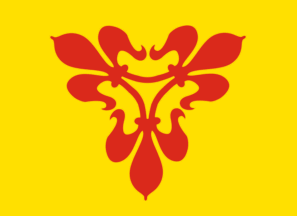
Nærøy
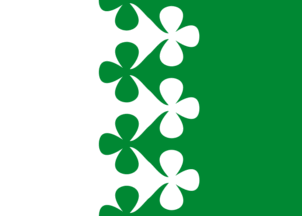
Namdalseid
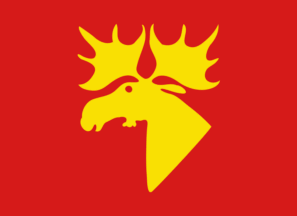
Namsos
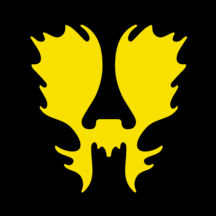
Namsskogan
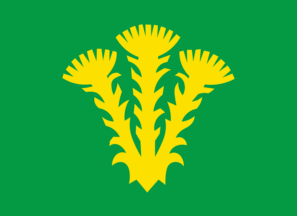
Nannestad
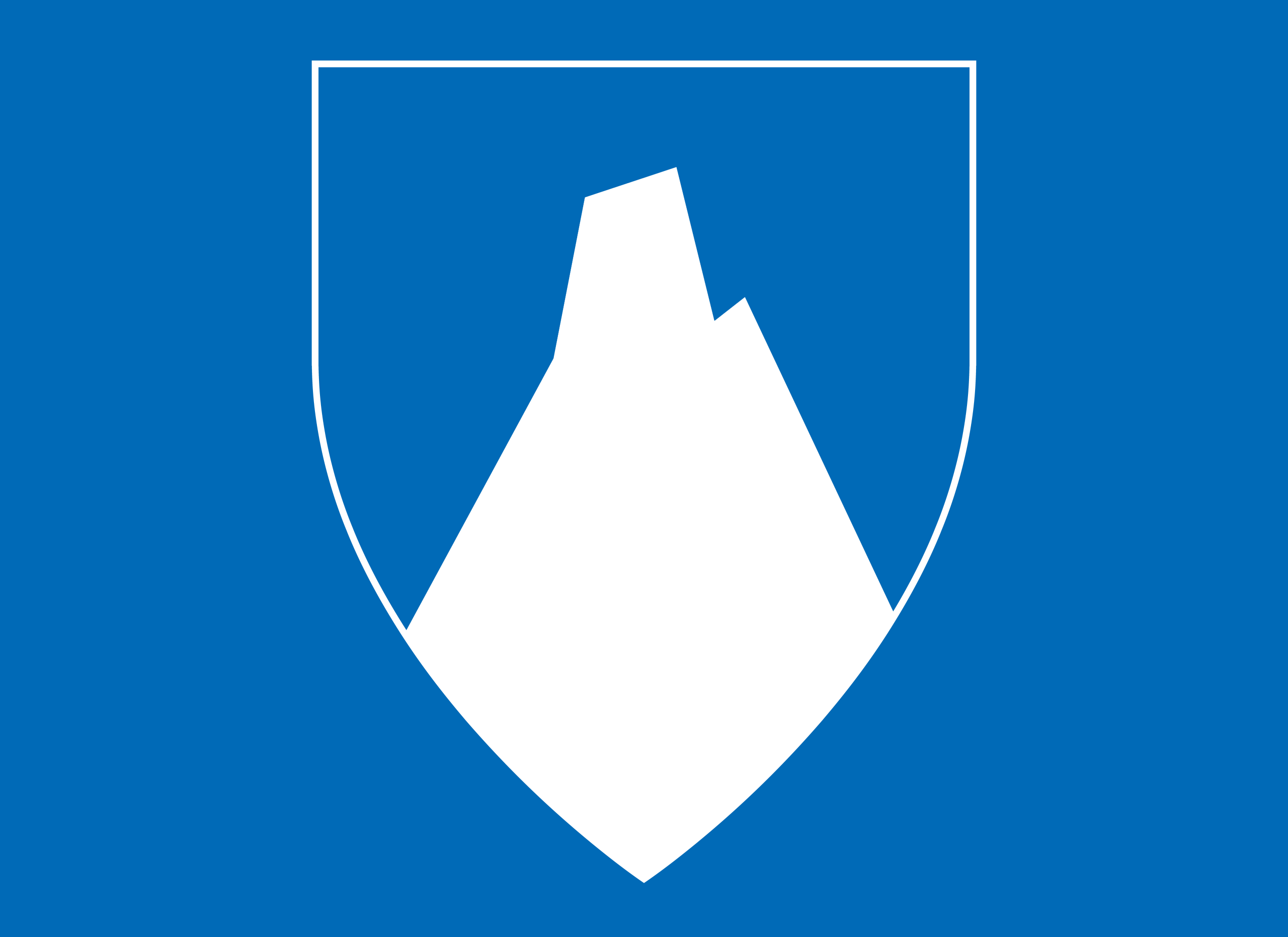
Narvik
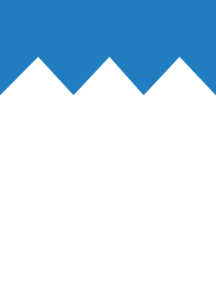
Naustdal
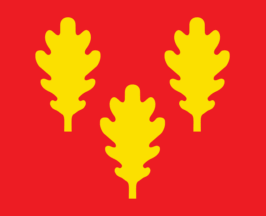
Nedre Eiker
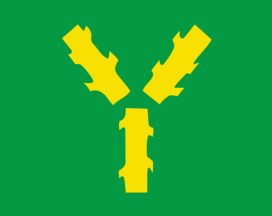
Nes
Nesbyen
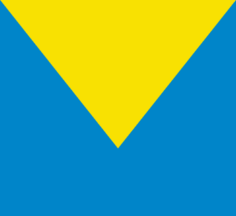
Nesna
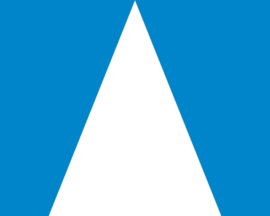
Nesodden
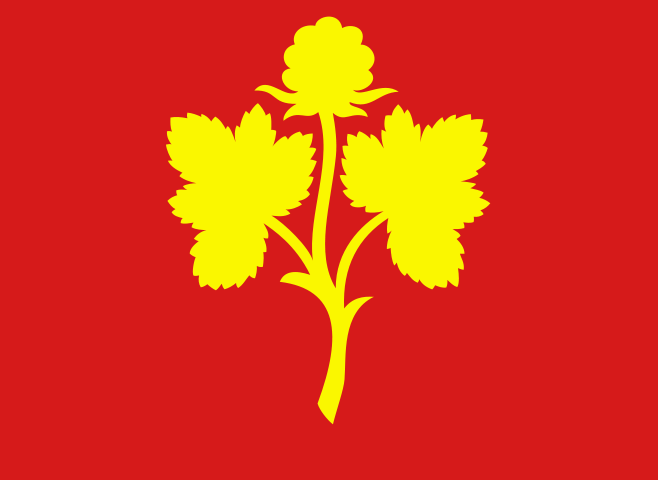
Nesseby
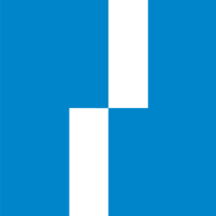
Nesset
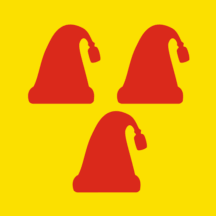
Nissedal
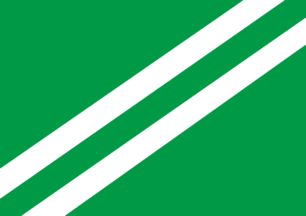
Nittedal
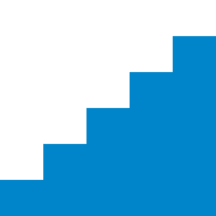
Nome
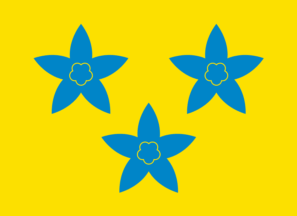
Nord-Aurdal
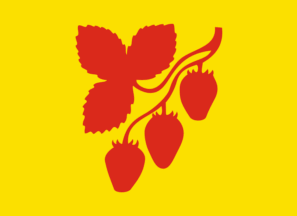
Norddal
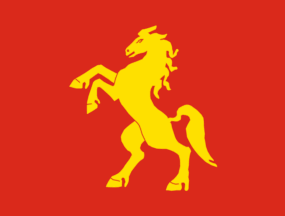
Nord-Fron
Nordkapp
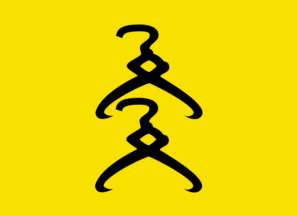
Nord-Odal
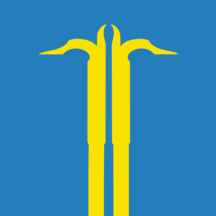
Nordre Land
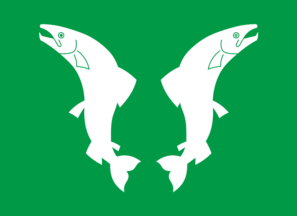
Nordreisa
Nore og Uvdal
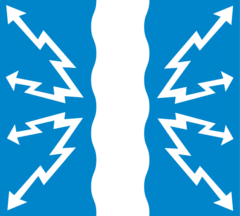
Notodden

## O

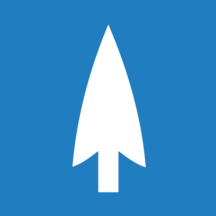
Odda
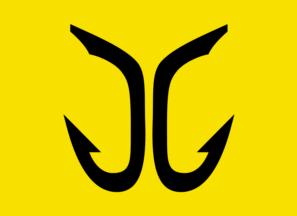
Øksnes
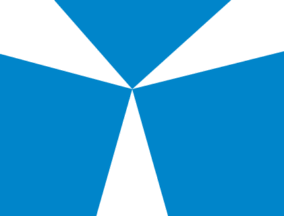
Oppdal
Oppegård
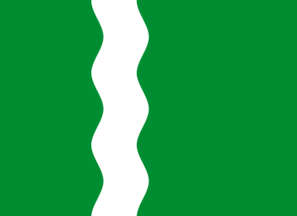
Orkdal
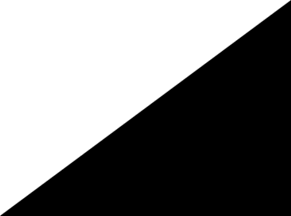
Ørland
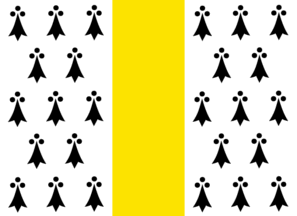
Ørskog
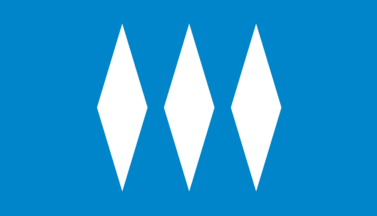
Ørsta
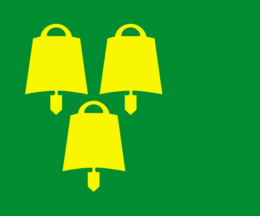
Os (Innlandet)
Os (Hordaland)
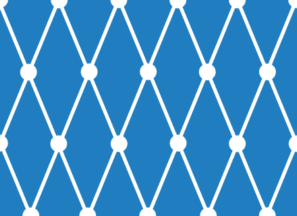
Osen
Oslo Vlag
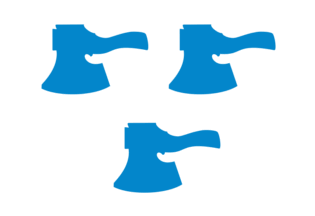
Osterøy
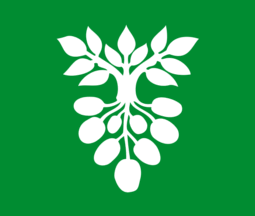
Østre Toten
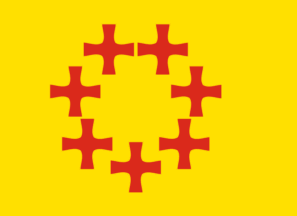
Overhalla
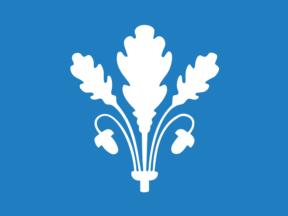
Øvre Eiker
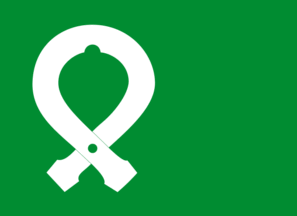
Øyer
Øygarden
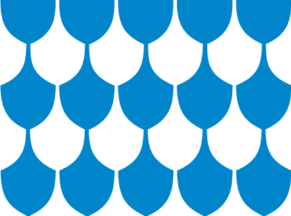
Øystre Slidre

## P

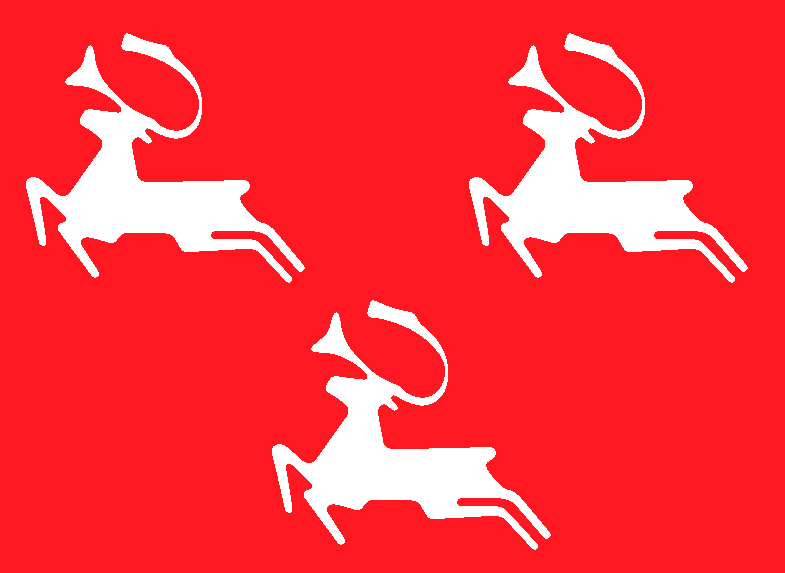
Porsanger
Porsgrunn

## R

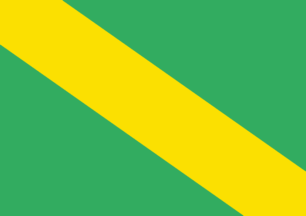
Råde
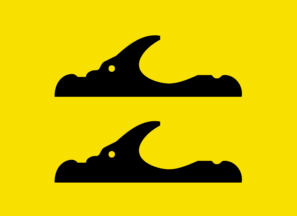
Radøy
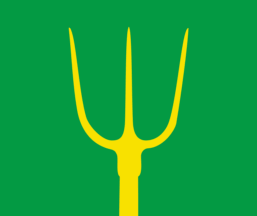
Rælingen
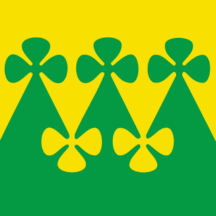
Rakkestad
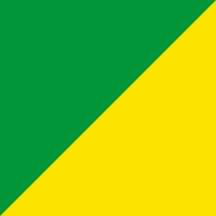
Rana
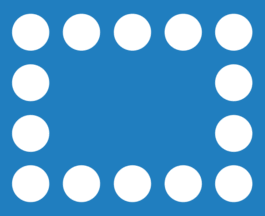
Randaberg
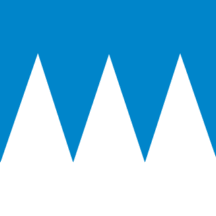
Rauma
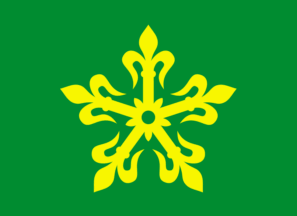
Re
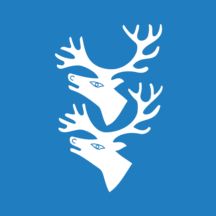
Rendalen
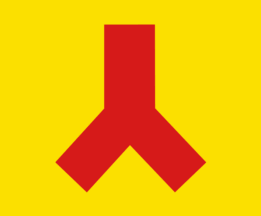
Rennebu
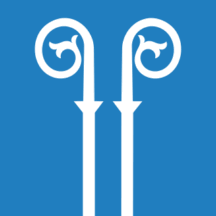
Rennesøy
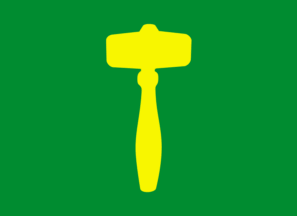
Rindal
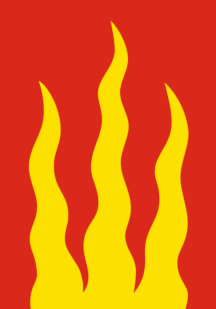
Ringebu
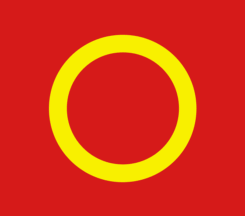
Ringerike
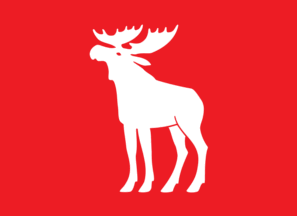
Ringsaker
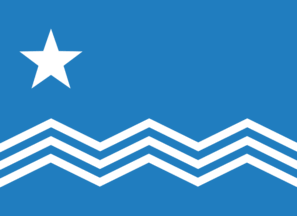
Risør
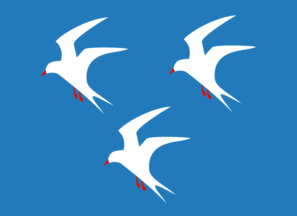
Roan
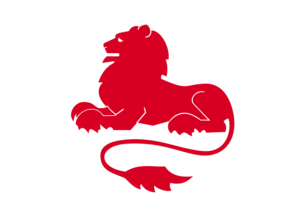
Rødøy
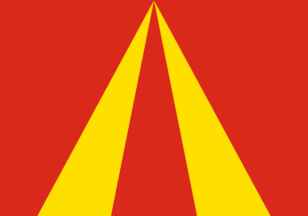
Rollag
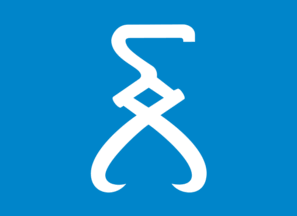
Rømskog
Røros
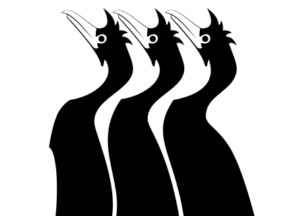
Røst
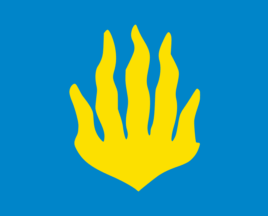
Røyken
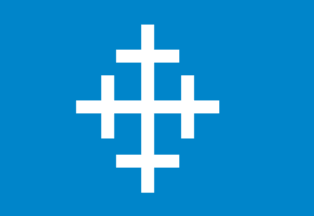
Røyrvik
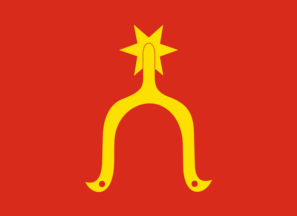
Rygge

## S

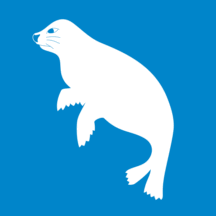
Salangen
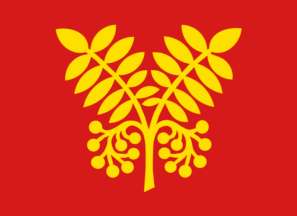
Saltdal
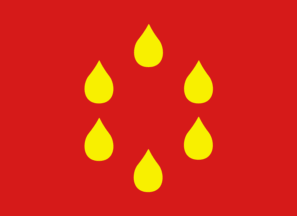
Samnanger
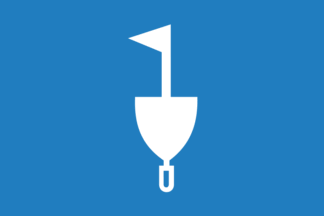
Sande (Møre og Romsdal)
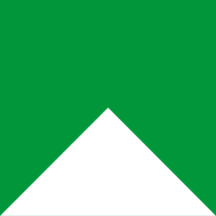
Sande (Vestfold)
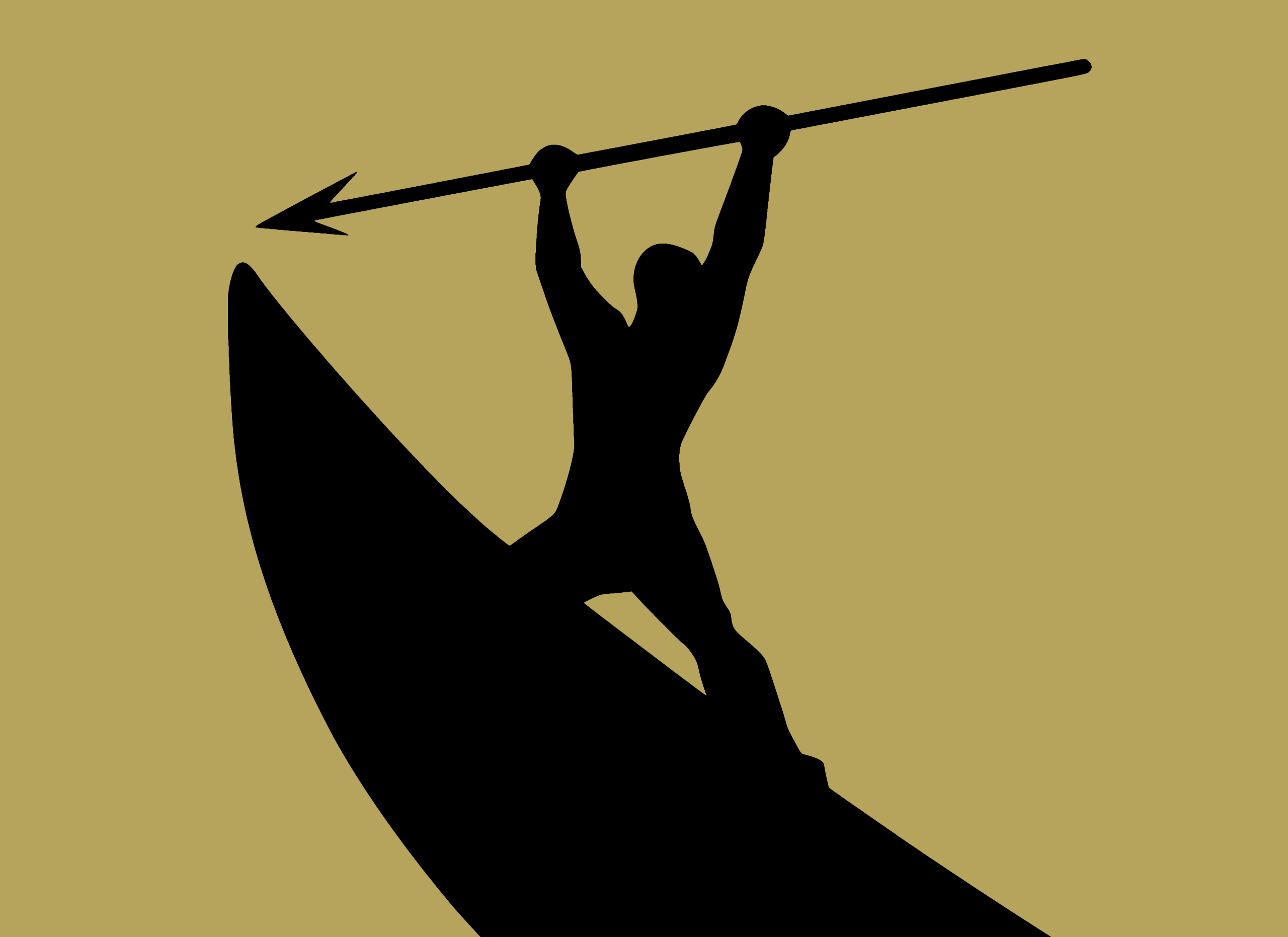
Sandefjord
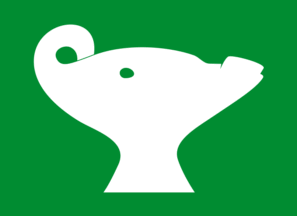
Sandnes
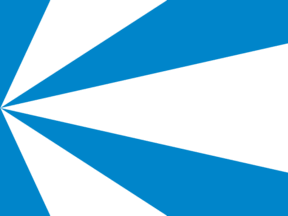
Sandøy
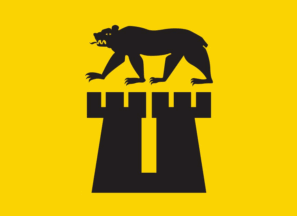
Sarpsborg
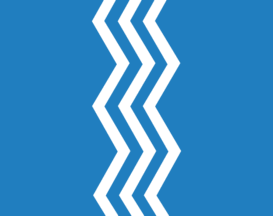
Sauda
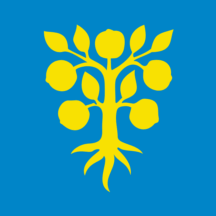
Sauherad
Sel
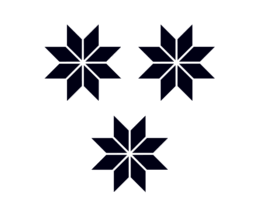
Selbu
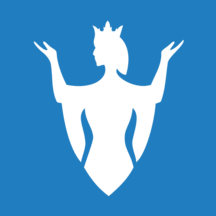
Selje
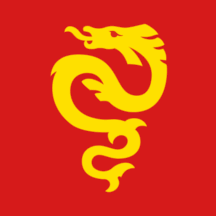
Seljord
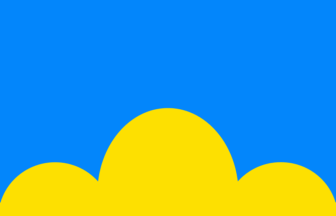
Sigdal
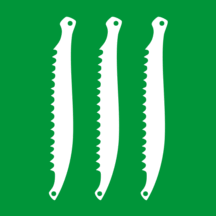
Siljan
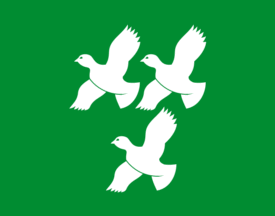
Sirdal
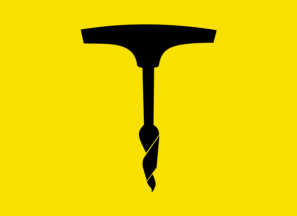
Skånland
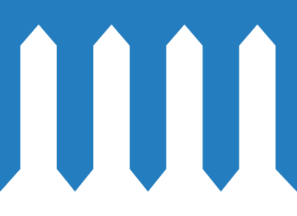
Skaun
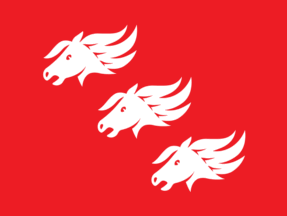
Skedsmo
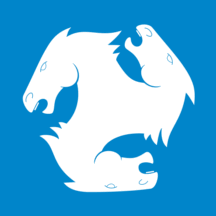
Ski
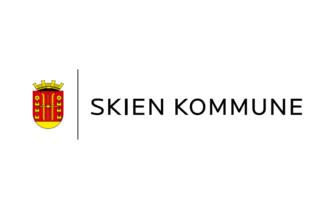
Skien
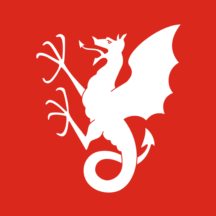
Skiptvet
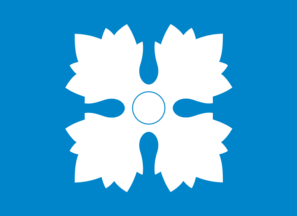
Skjåk
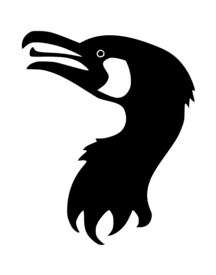
Skjervøy
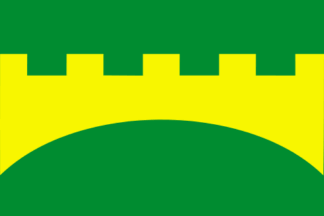
Skodje
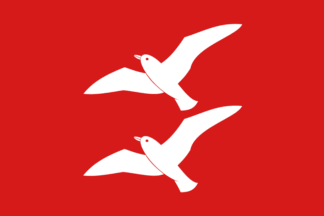
Smøla
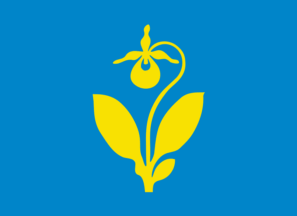
Snåsa
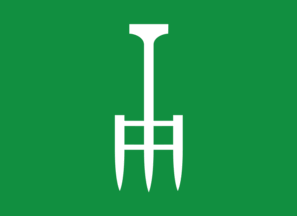
Snillfjord
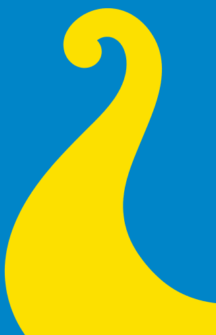
Sogndal
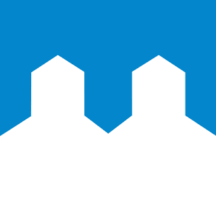
Søgne
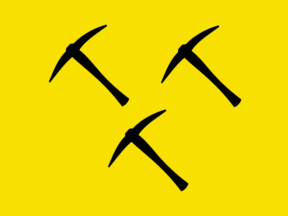
Sokndal
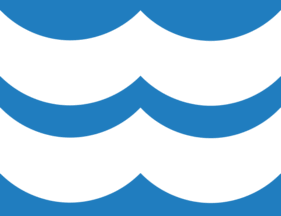
Sola
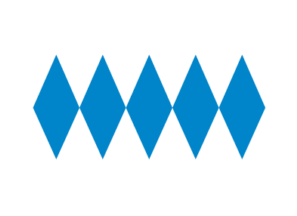
Solund
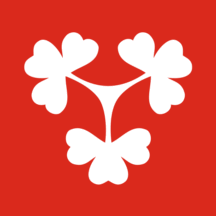
Sømna
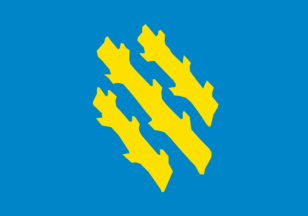
Søndre Land
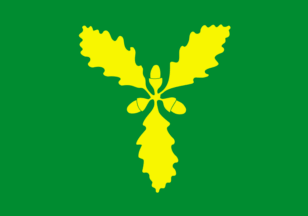
Songdalen
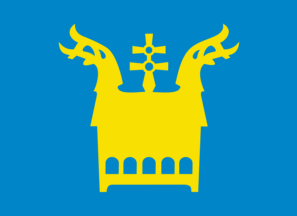
Sør-Aurdal
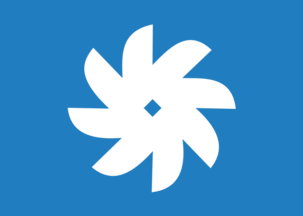
Sørfold
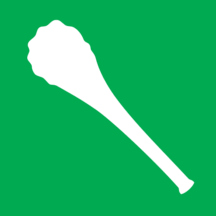
Sør-Fron
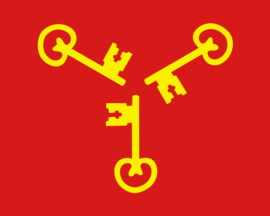
Sør-Odal
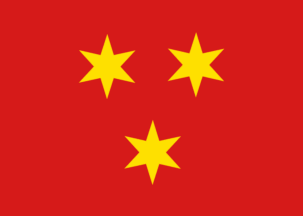
Sørreisa
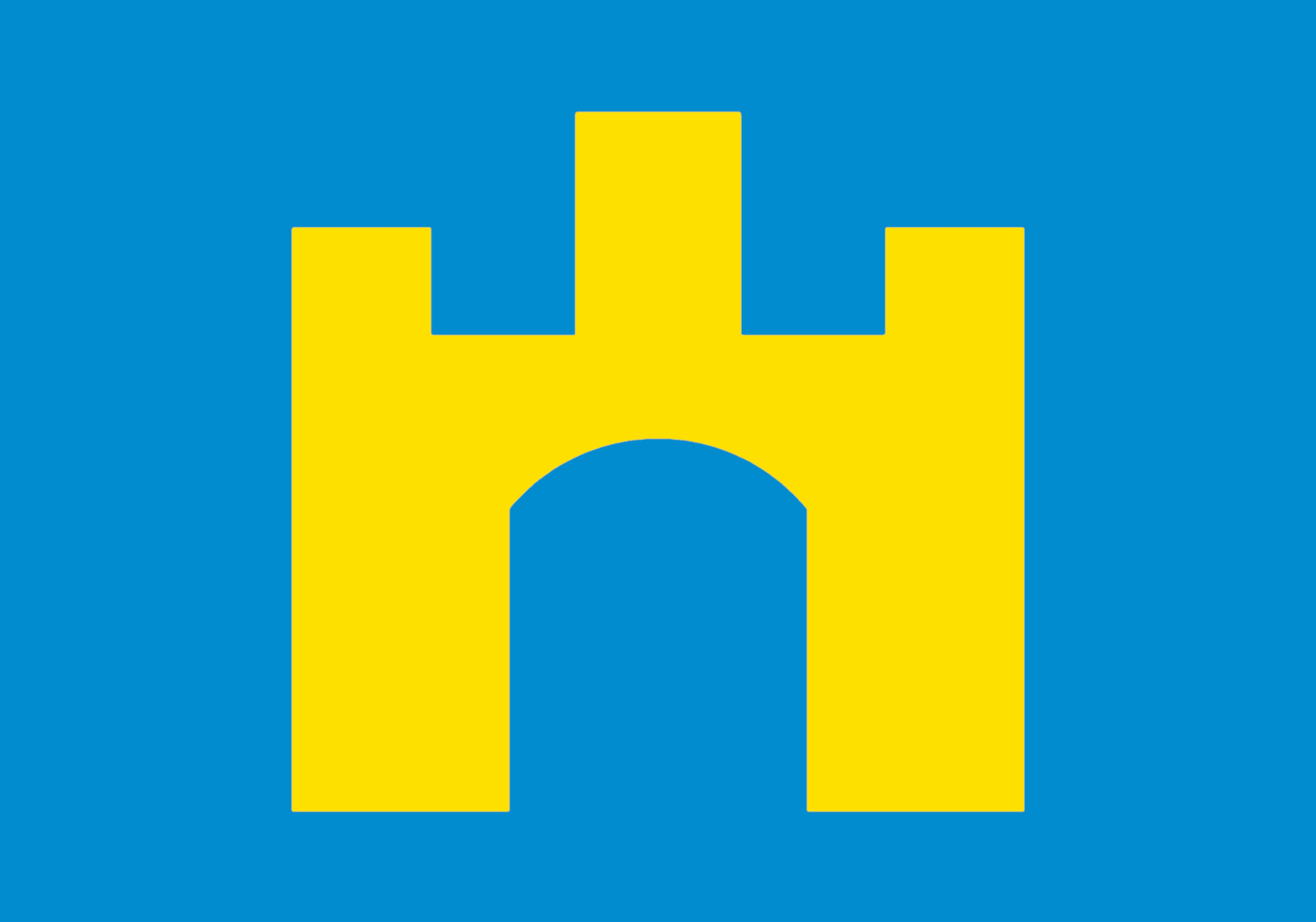
Sortland
Sørum
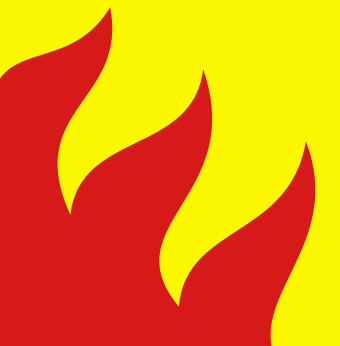
Sør-Varanger
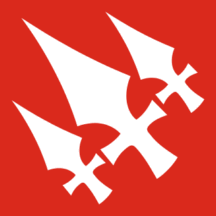
Spydeberg
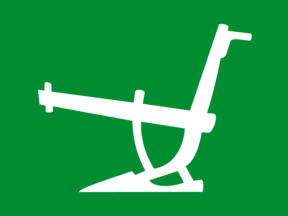
Stange
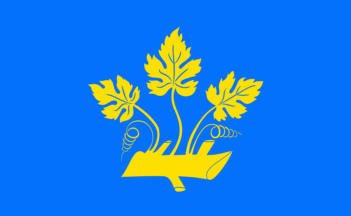
Stavanger
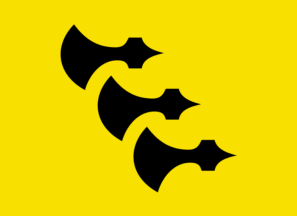
Steigen
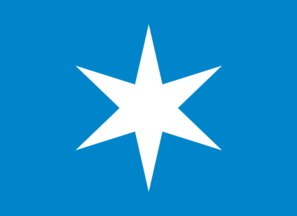
Steinkjer
Stjørdal
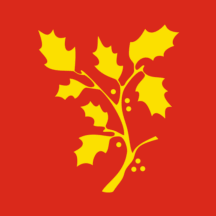
Stord
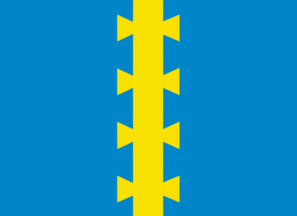
Stordal
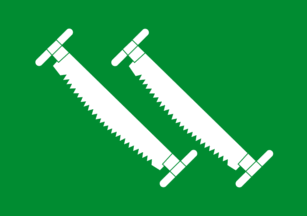
Stor-Elvdal
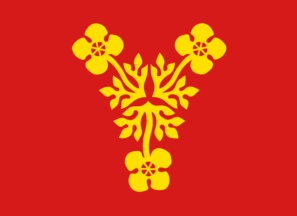
Storfjord
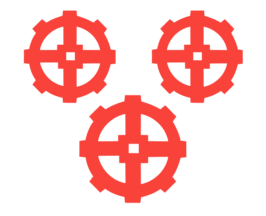
Strand
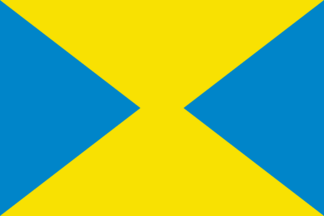
Stranda
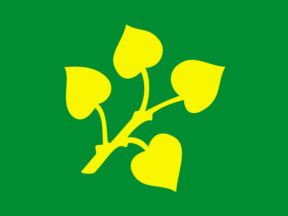
Stryn
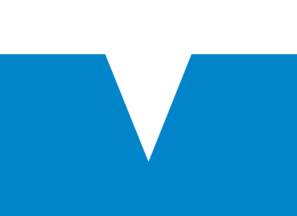
Sula
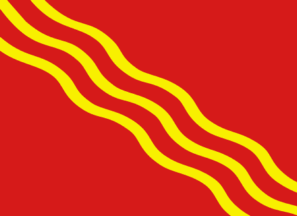
Suldal
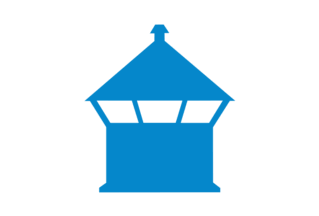
Sund
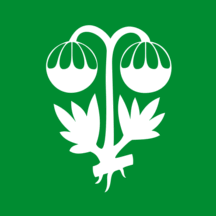
Sunndal
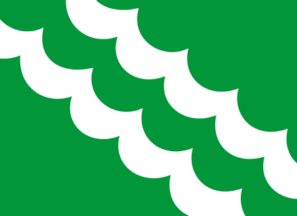
Surnadal
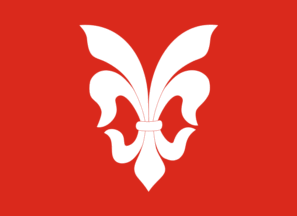
Sveio
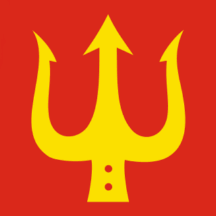
Svelvik
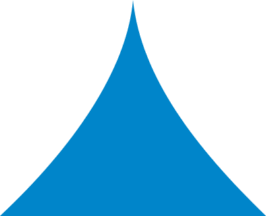
Sykkylven

## T

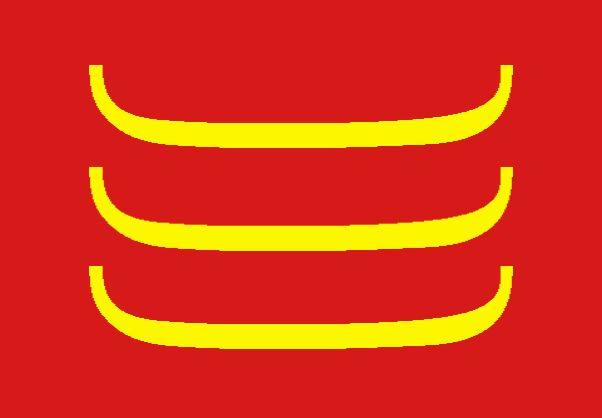
Tana
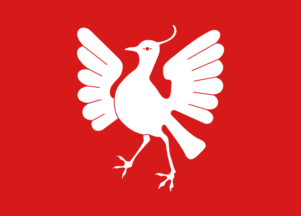
Time
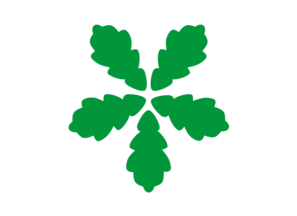
Tingvoll
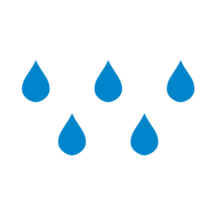
Tinn
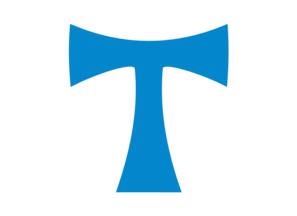
Tjeldsund
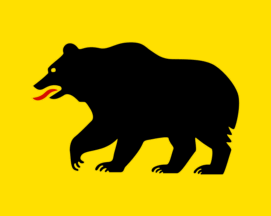
Tokke
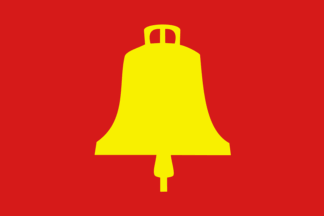
Tolga
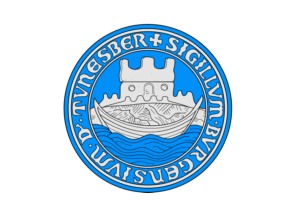
Tønsberg
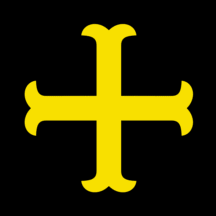
Torsken
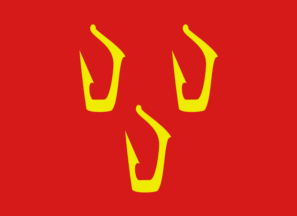
Træna
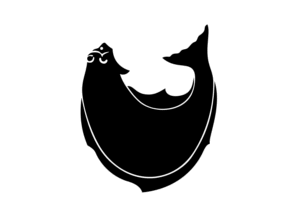
Tranøy
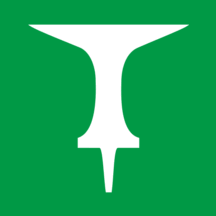
Trøgstad
Tromsø
Trondheim Vlag
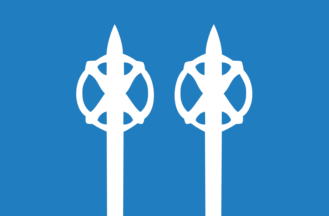
Trysil
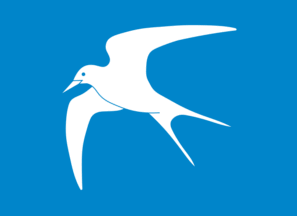
Tvedestrand
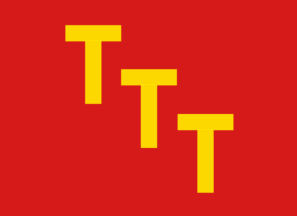
Tydal
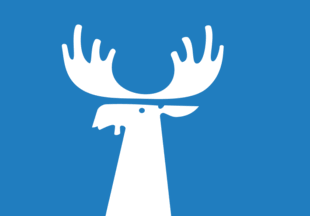
Tynset
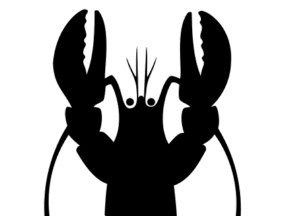
Tysfjord
Tysnes
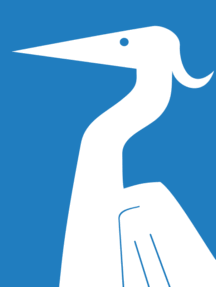
Tysvær

## U

Ullensaker
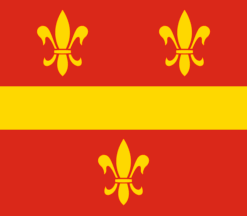
Ullensvang
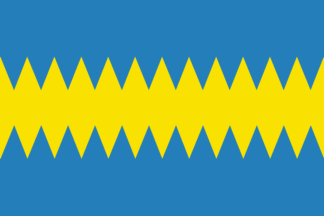
Ulstein
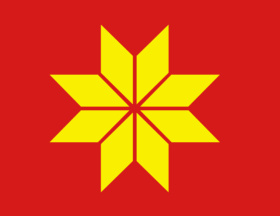
Ulvik
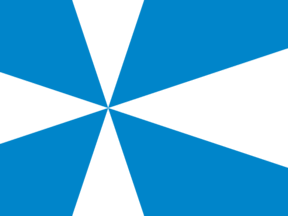
Utsira
Utne

## V

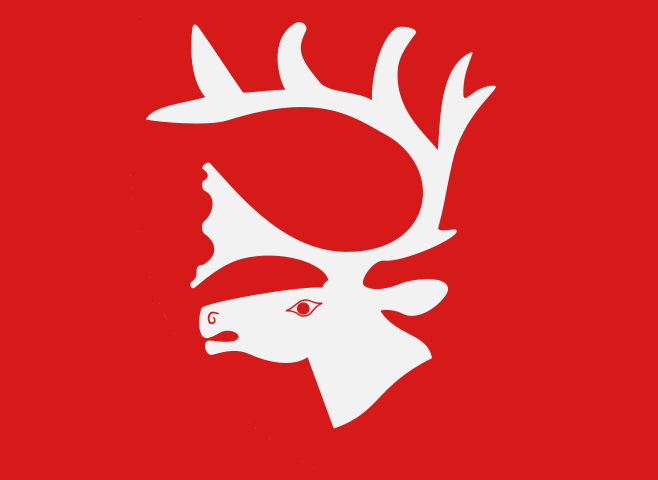
Vadsø
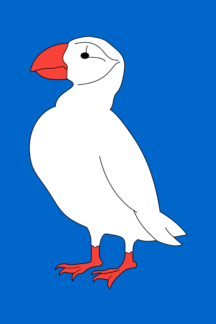
Værøy
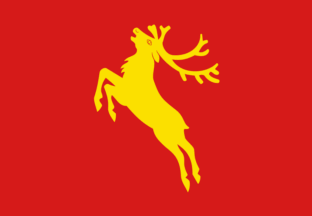
Vågå
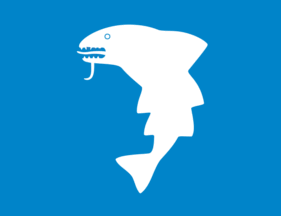
Vågan
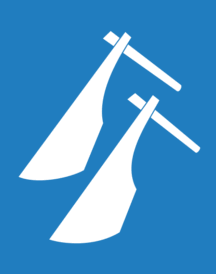
Vågsøy
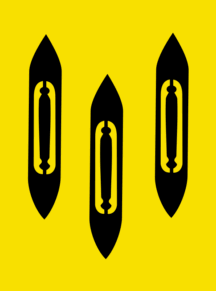
Vaksdal
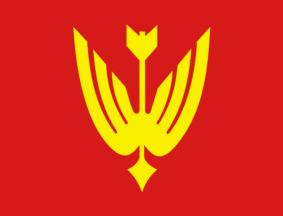
Våler (Innlandet)
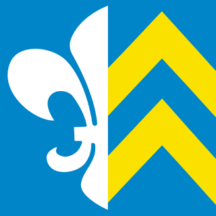
Våler (Østfold)
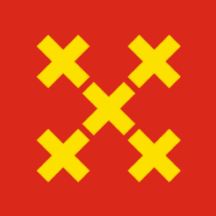
Valle
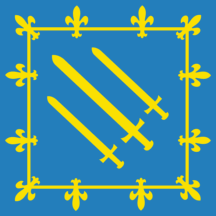
Vang
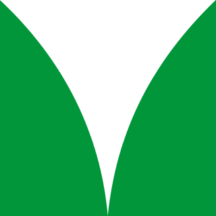
Vanylven
Vardø
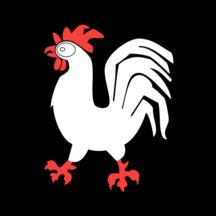
Vefsn
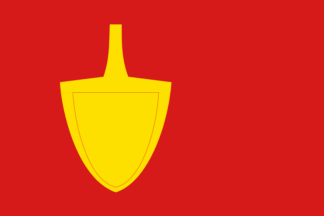
Vega
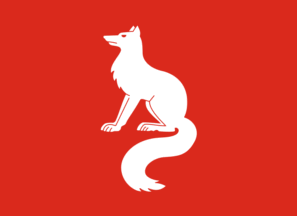
Vegårshei
Vennesla
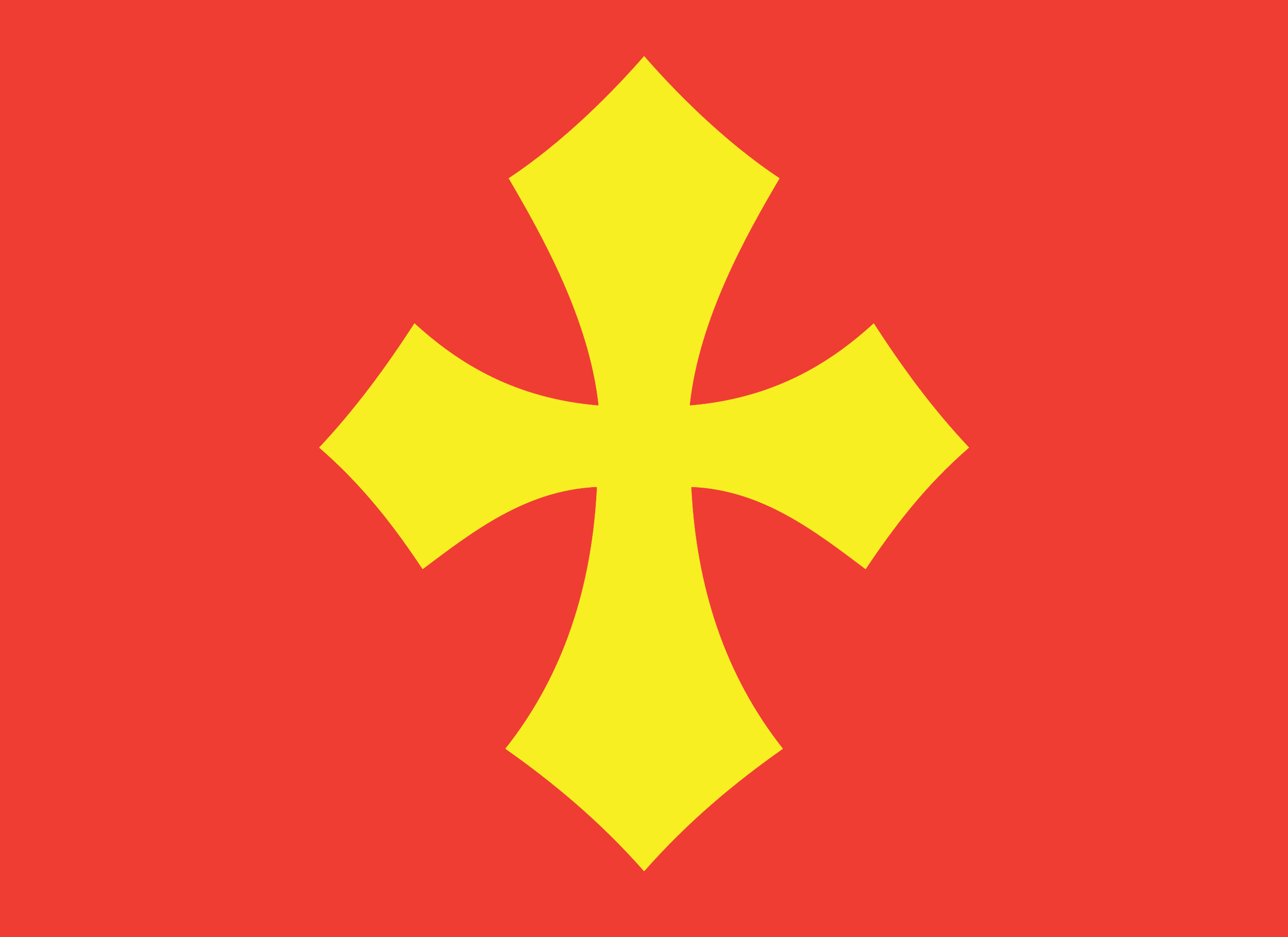
Verdal
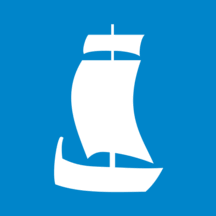
Verran
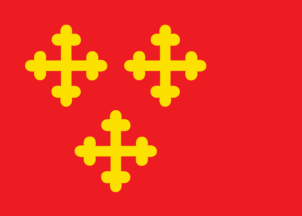
Vestby
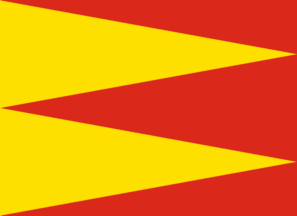
Vestnes
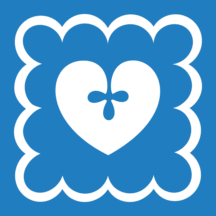
Vestre Slidre
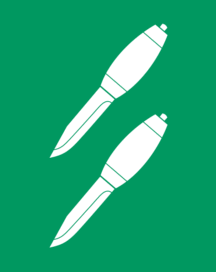
Vestre Toten
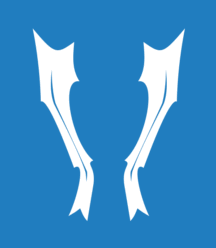
Vestvågøy
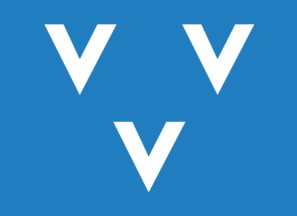
Vevelstad
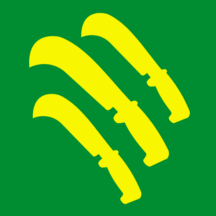
Vik
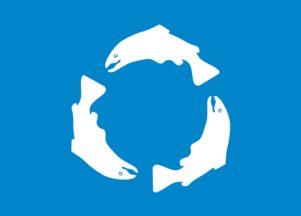
Vikna
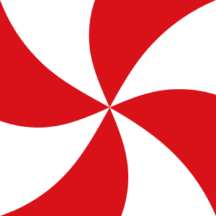
Vindafjord
Vinje (Trøndelag)
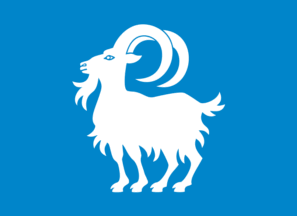
Vinje (Telemark)
Vinje (Vestland)
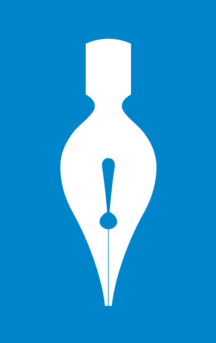
Volda
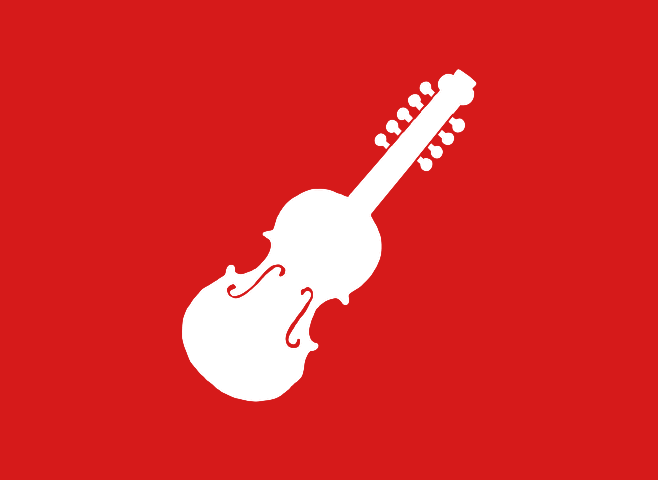
Voss

Andorra · Armenië · België · Bosnië en Herzegovina · Brazilië · Bulgarije · Canada · Chili · Colombia · Costa Rica · Denemarken · Duitsland · El Salvador · Estland · Frankrijk · Georgië · Indonesië · Italië · Kaapverdië · Kosovo · Kroatië · Letland · Liechtenstein · Litouwen · Luxemburg · Malta · Mexico · Montenegro · Nederland · Noord-Macedonië · Noorwegen · Oekraïne · Oostenrijk · Polen · Portugal · Roemenië · Rusland · San Marino · Servië · Slovenië · Slowakije · Spanje · Tsjechië · Venezuela · Verenigd Koninkrijk · Verenigde Staten · Wit-Rusland · Zimbabwe · Zwitserland
Historisch: België · Nederland
Zie ook: Vlaggenlijsten (per land) · Vlaggen van afhankelijke gebieden · Vlaggen van subnationale entiteiten (per land) · Lijst van vlaggen van hoofdsteden